# Arquitectura manierista

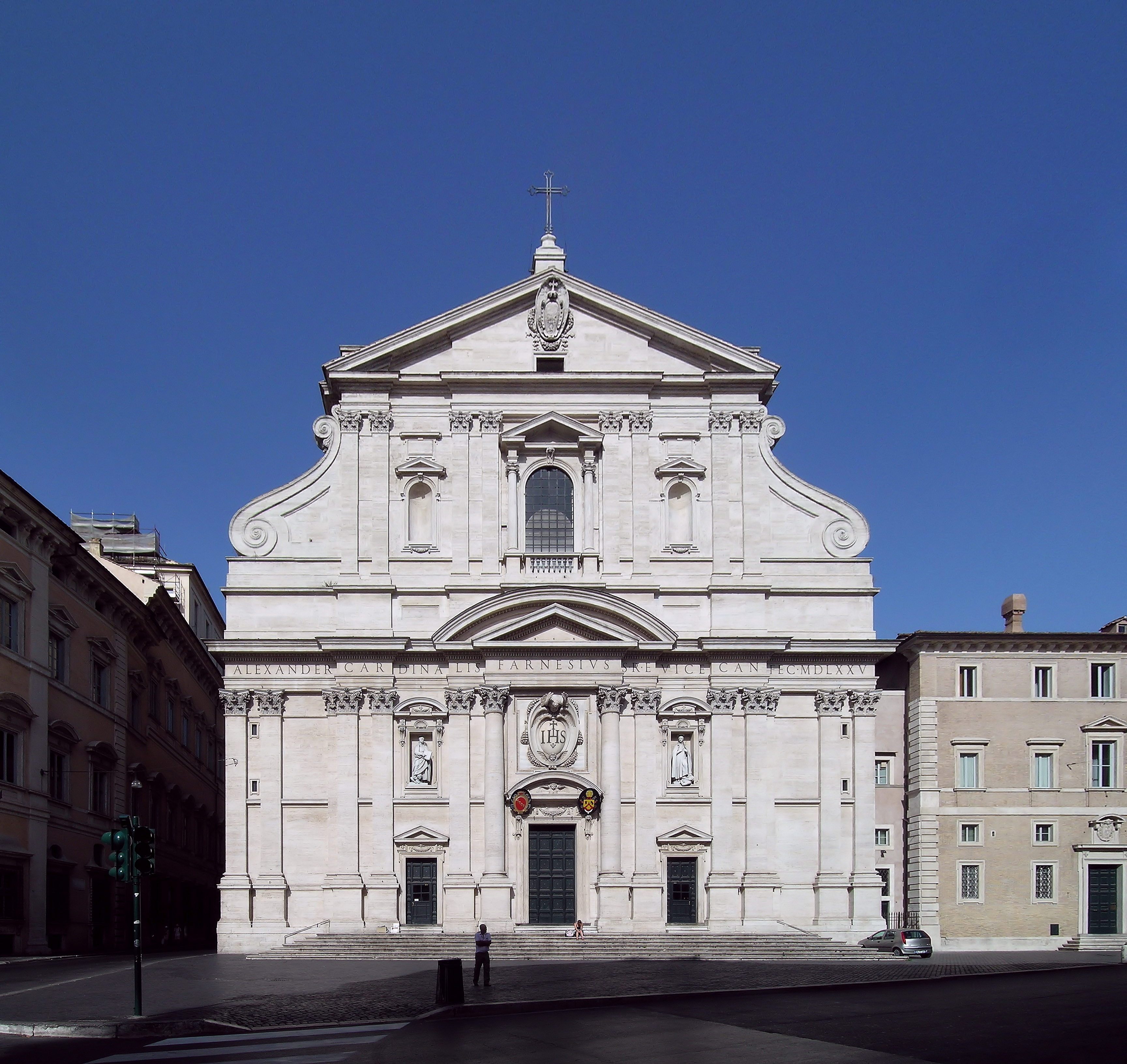
Fachada de la Iglesia del Gesù, Roma.

La arquitectura manierista es aquella fase de la arquitectura europea que se desarrolló entre 1530 y 1610, es decir, entre el final de la arquitectura renacentista y el comienzo de la barroca.
Los historiadores consideran al manierismo como la última fase del Renacimiento, precedida por las del humanismo florentino y por el clasicismo romano; sin embargo, si las primeras dos fases son distinguibles temporalmente, no resulta tan claro con el clasicismo y el manierismo que coexistieron desde inicios del siglo XVI.
El término «maniera», usado ya en el siglo XV para indicar el estilo de cada artista, fue empleado por Giorgio Vasari en el siglo posterior para describir uno de los cuatro requisitos de las artes (orden, medida, diseño y maniera), con particular referencia a las obras de Miguel Ángel; luego lo utiliza Jacob Burckhardt para definir de manera peyorativa el arte italiano entre el Renacimiento y el Barroco. No obstante a inicios de siglo XX, a la luz de las nacientes culturas surrealistas y expresionistas, la crítica revaloró la cultura manierista. 

## Contexto histórico

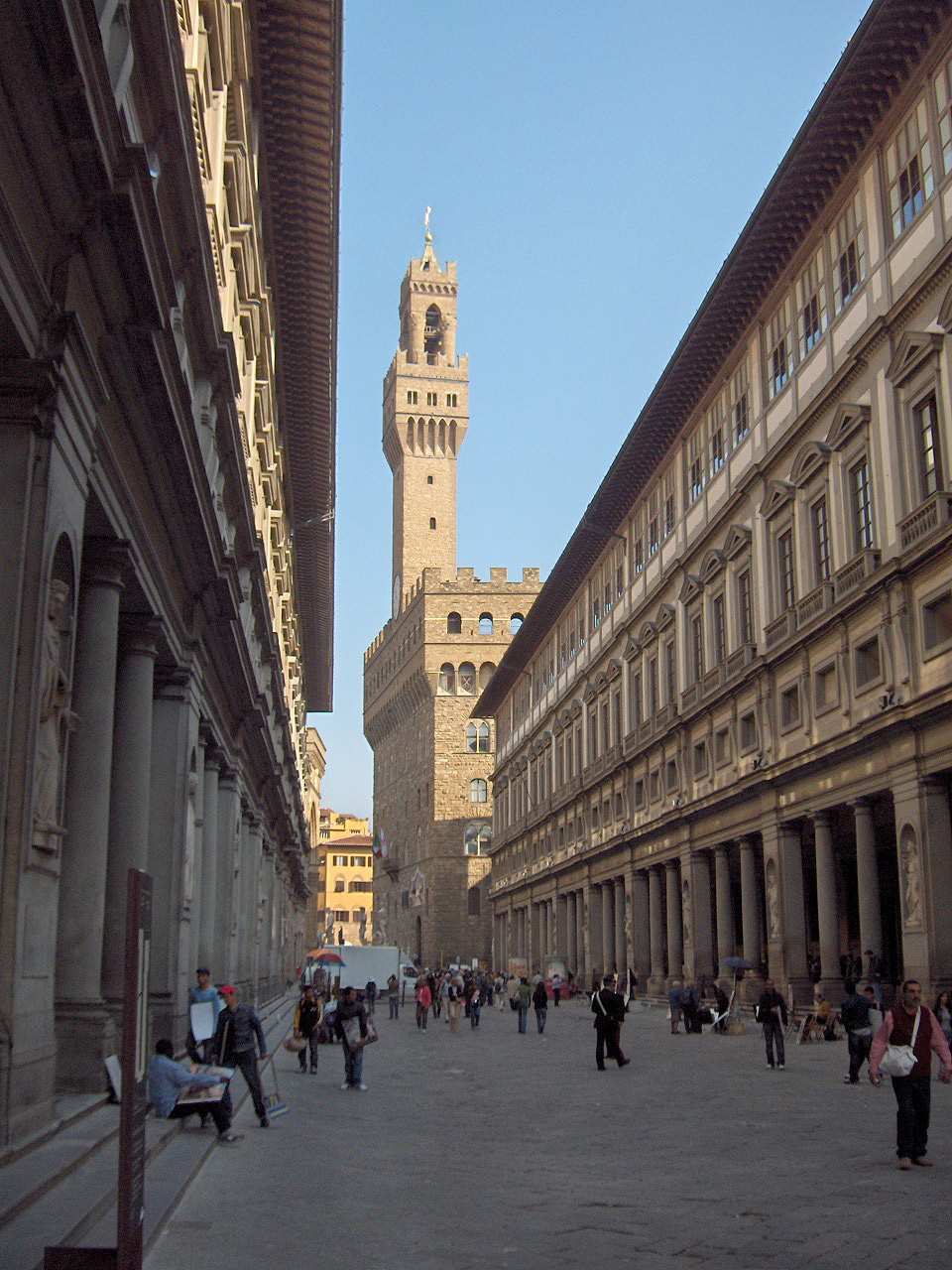
Uffizi, Florencia.

El manierismo se desarrolló en Italia e influyó la arquitectura de buena parte de Europa. Por eso ayuda conocer el contexto histórico del continente.
A fines del siglo XV se desarrollaron las grandes monarquías, en España, Francia y en Inglaterra; en 1493 Maximiliano I de Habsburgo llegó a ser emperador del Sacro Imperio Romano Germánico, mientras que Rusia encontró la unidad política bajo Iván III. Además, con el ascenso al trono francés de Francisco I y la coronación de Carlos V, el escenario europeo un cambio radical, con la anexión a España de Alemania y de otros territorios, como Milán, Nápoles y el Mezzogiorno.
En Italia, en 1527 se produjo el Saco de Roma por obra de los lansquenetes; este evento marca el comienzo del manierismo. Muchos artistas tuvieron que dejar Roma, trasladándose a Florencia y Venecia. En Florencia, los eventos de 1527 favorecieron la persecución de los Médicis; solo se dominó la rebelión después de un largo asedio, entre 1529 y 1530, que restableció a la familia en el gobierno de la ciudad. En cambio, Venecia era el más importante arsenal de Italia y un centro cultural de primer orden, gracias a la gran difusión de la actividad editorial.
El papa Paulo III instauró de nuevo, en 1542, el tribunal de la Inquisición, que precedió pocos años a la convocación del Concilio de Trento. El clima controrreformista llevó a la fundación de la Compañía de Jesús, que ejerció notable influencia también en el campo artístico dirigiendo la arquitectura religiosa hacia el estilo barroco.

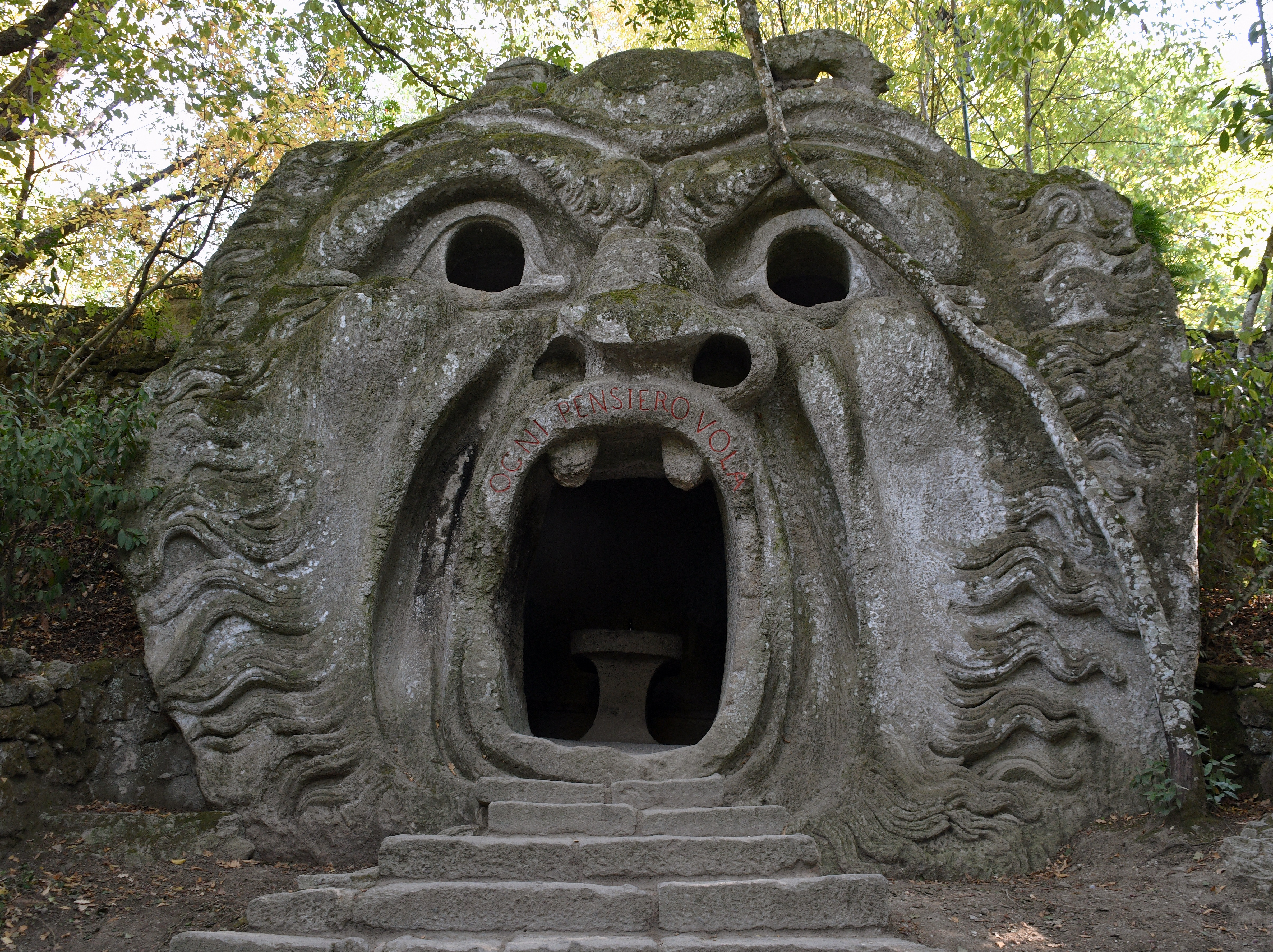
Parque de los monstruos, Jardín Orsini, Viterbo.

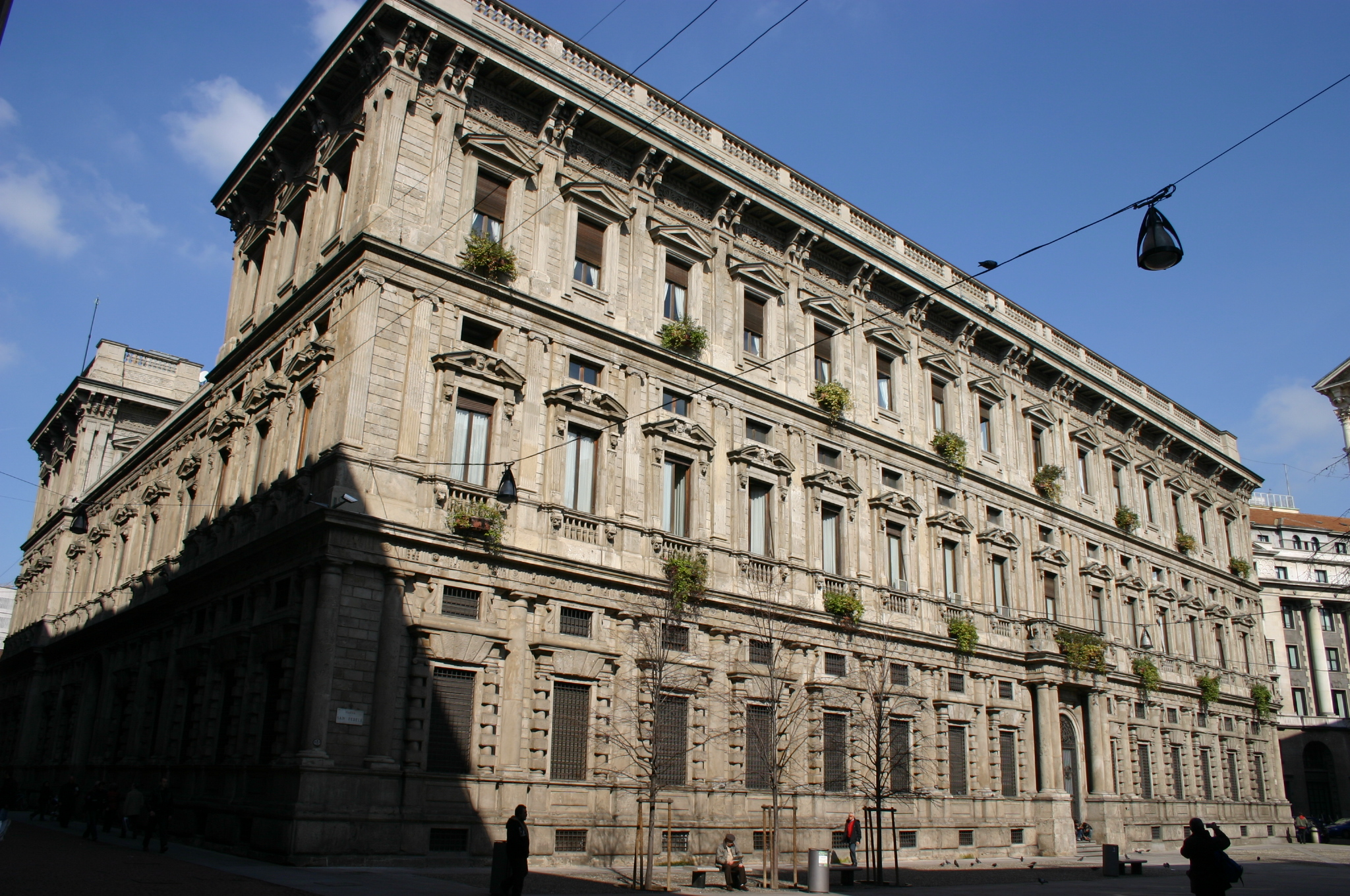
Palacio Marino, Milán.

## Características de la arquitectura manierista
El manierismo rechaza el equilibrio y la armonía de la arquitectura clásica, concentrándose más bien en el contraste entre norma y transgresión, naturaleza y artificio, signo y subsigno.
De esta manera, la carga pierde su peso, mientras que el sostén no sostiene nada; el punto de fuga no se concluye en un punto focal, como en la arquitectura barroca, sino que termina en nada; las estructuras verticales asumen dimensiones excesivas y confieren al conjunto un inquietante equilibrio «oscilante».
Si en la arquitectura del Renacimiento la fábrica de los edificios a menudo denuncia su propia conformación interna también hacia el exterior (mediante, por ejemplo, la presencia de cornisa intermedia, extradós e intradós), las obras manieristas generalmente se alejan de esta tendencia, escondiendo su propia estructura de base.
Desde el punto de vista decorativo, asume particular importancia el fenómeno de lo grotesco, un tema pictórico de tiempos del imperio romano, redescubierto a fines del siglo XV, durante algunas excavaciones arqueológicas.
Estas pinturas, centradas en representaciones fantásticas e irracionales, están de moda durante el manierismo (por ejemplo en las decoraciones del Palacio del Té) y aunque de manera esporádica, influencian la misma arquitectura; esto es evidente en las bizarras aperturas en el frente del Palacio Zuccari de Roma y en el Jardín Orsini (conocido como Parque de los monstruos) en Bomarzo. Otras influencias, sobre todo ligadas a temas zoomórficos, antropomórficos y fitomórficos, se encuentran en los adornos de edificios como la Casina de Pío IV en la Ciudad del Vaticano, realizado por Pirro Ligorio, el Palacio Marino y la iglesia de Santa María presso San Celso de Galeazzo Alessi en Milán.

## Difusión
El estilo manierista, concebido inicialmente en Roma y en Florencia, se difundió rápidamente en la Italia septentrional, y luego al resto de Europa, donde los principios más genuinos del arte italiano de los siglos XV y XVI no fueron comprendidos plenamente, y la arquitectura renacentista se manifestó prevalentemente en su variante manierista.
Giulio Romano, con el Palacio del Té de Mantua, introdujo el manierismo en la llanura padana, mientras Michele Sanmicheli transformó Verona con la nueva corriente, realizando una serie de palacios bajo la directa influencia del primero y del clasicismo romano. Otras influencias se registran también en el Mezzogiorno, por ejemplo, en la Capilla del Monte di Pietà de Nápoles, de Giovan Battista Cavagna.
Sebastiano Serlio, autor de un importante tratado de arquitectura, contribuyó a su difusión: trabajó también en la llamada Escuela de Fontainebleau, que llegó a ser el principal centro manierista de Francia. Sus Sette libri dell'architettura, publicados entre 1537 y 1551 en orden irregular, tuvieron una difusión notable y fueron fuente de inspiración para los clasicistas fuera de Italia. Estos Siete libros de arquitectura anticipan una característica del manierismo: se produjeron diversos tratados teóricos sobre arquitectura que contribuyeron precisamente a la difusión de los modelos arquitectónicos (alzados, decoraciones) por toda Europa, a través de sus ilustraciones y explicaciones; al ya mencionado de Serlio, cabe añadir: Regole delli cinque ordine d'architettura (1562) de Vignola, Los cuatro libros de la arquitectura (1570) de Palladio y la Idea dell'architettura Universale (1615) de Scamozzi.
Desde inicios del siglo XVI el espíritu manierista se difundió también en España como reacción al tardo gótico nacional. En cambio, Inglaterra y Alemania tuvieron un manierismo solo en el siglo XVII con artistas como Íñigo Jones y Elias Holl.

## Obras principales

### Italia

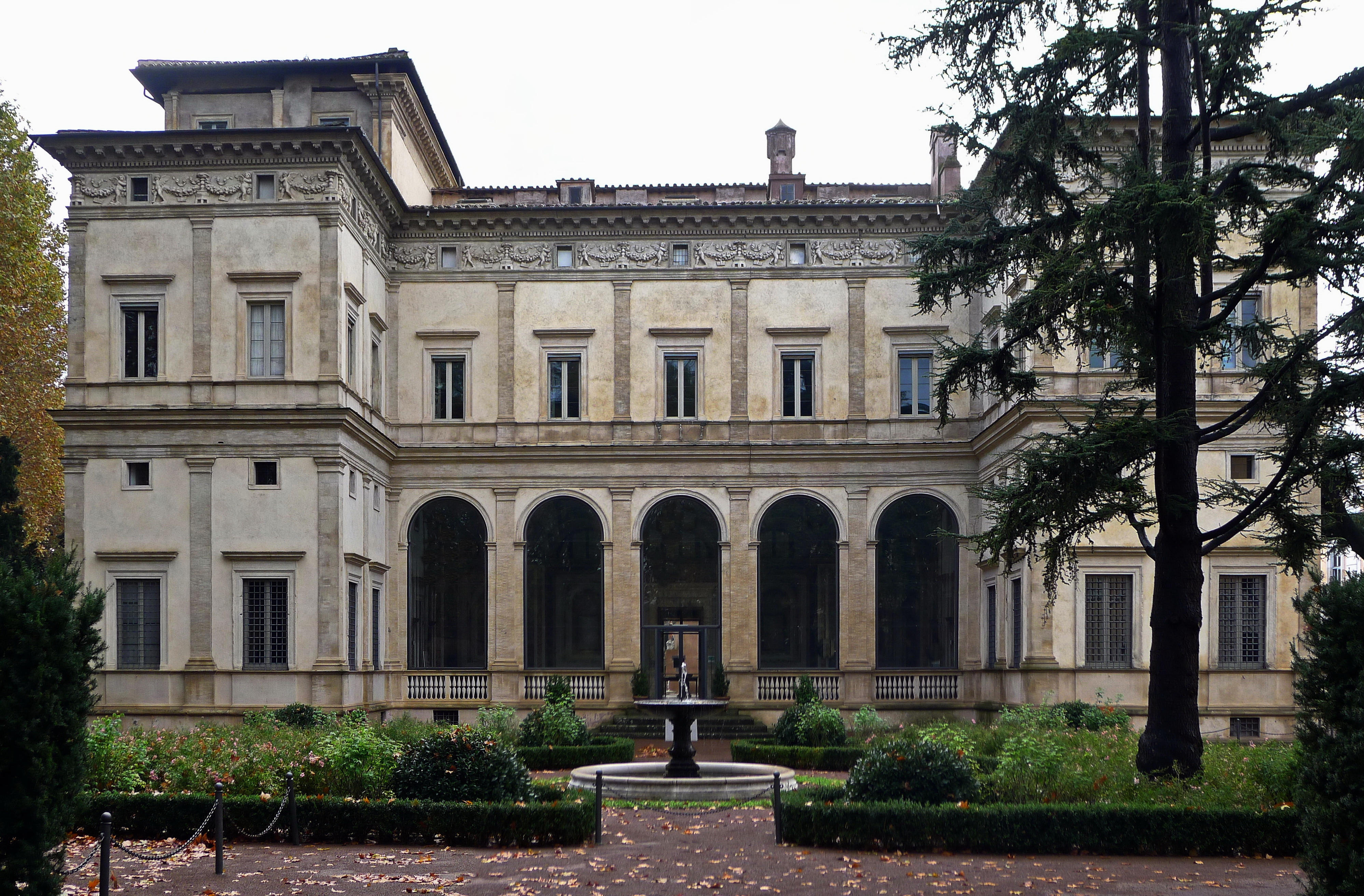
Villa Farnesina, Roma.

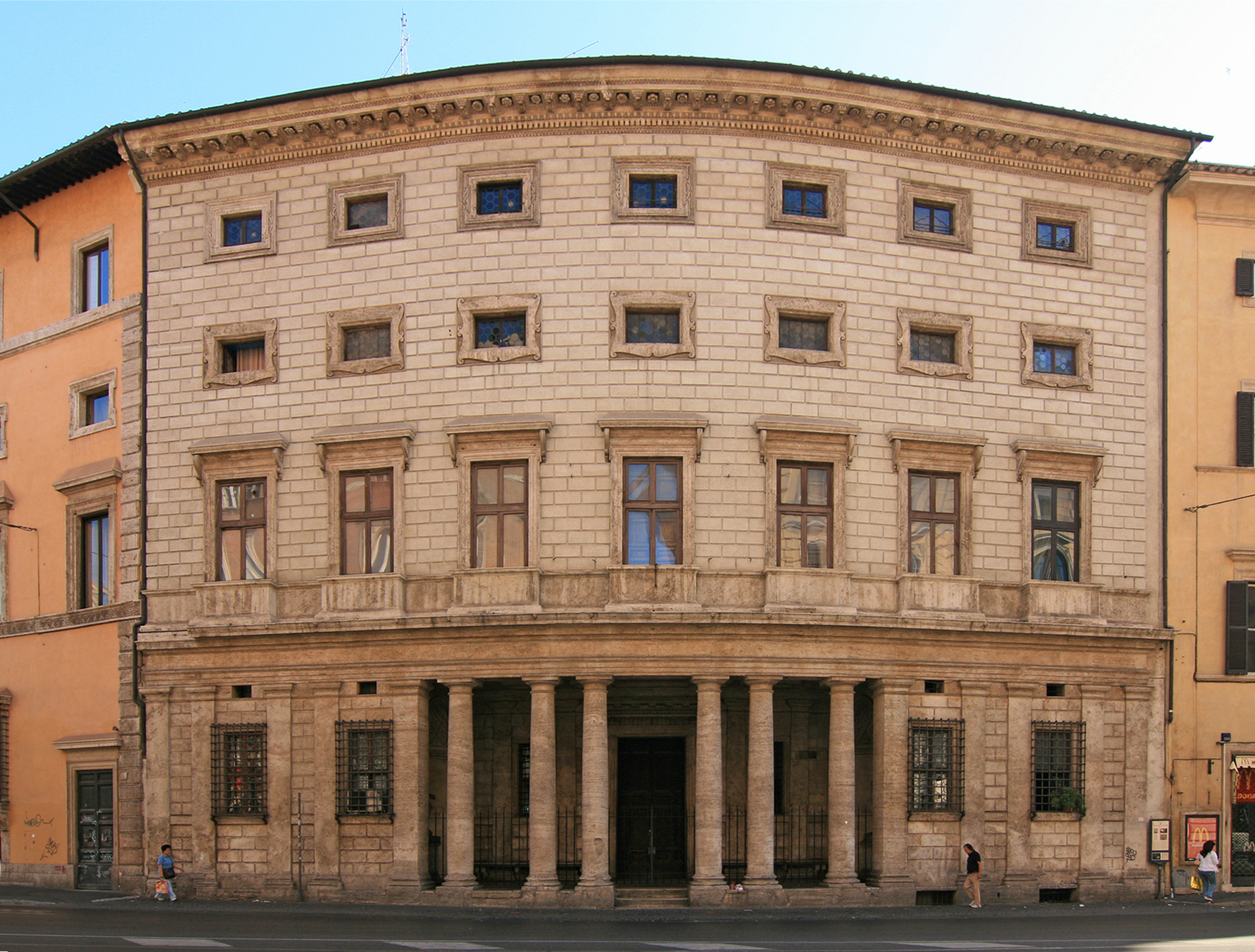
Palacio Massimo alle Colonne, Roma.

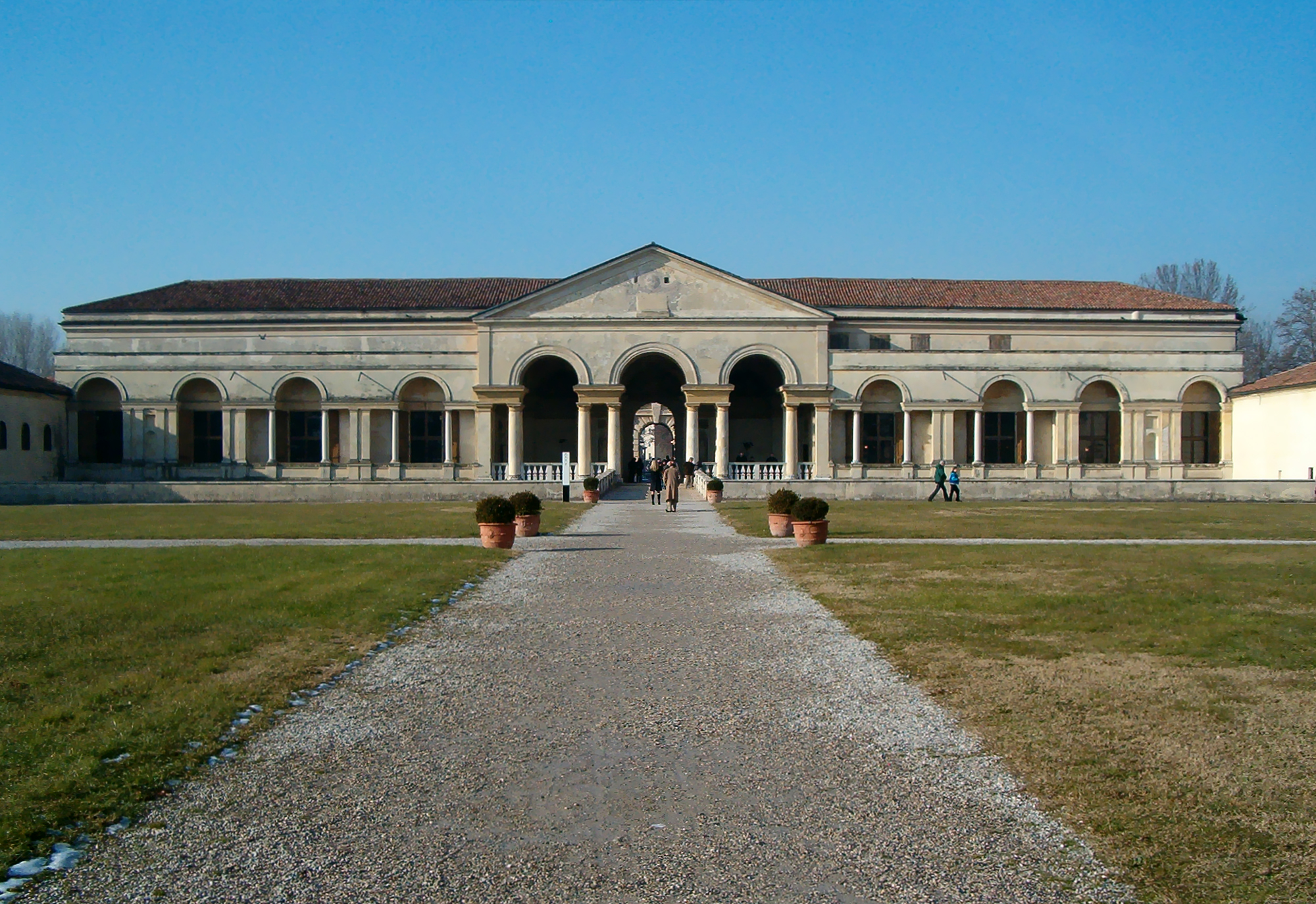
Palacio del Té, Mantua.

El punto de partida de la arquitectura manierista es la Villa Farnesina de Roma, construida por Baldassarre Peruzzi alrededor de 1509. Presenta una planta en «u», con dos alas que encierran una parte mediana en la que, en el piso inferior, se abre un pórtico constituido por cinco arcos de medio punto. La articulación de la fachada, adornada con lesenas y almohadillado angular, es todavía clásica, pero el friso ricamente decorado, que corre hasta la parte más alta del edificio, evidencia ya un cambio de gusto. Además, en una sala del piso superior, el mismo Peruzzi pintó algunas columnatas y paisajes, con el fin de dilatar el espacio arquitectónico.
Sin embargo, la obra maestra de Peruzzi se ha de buscar en el Palacio Massimo alle Colonne, construido en 1532. La estructura se inserta en una planta de terreno de dimensiones irregulares, con forma de «L». La fachada es curvilínea y presenta un pórtico arquitrabado con columnas libremente espaciadas, cuya profundidad contrasta con el registro superior del frente; insólitas son las cornisas que decoran las ventanas de los pisos superiores, pegadas a una pared adornada con almohadillado plano. Inédita es también la conformación de los pórticos del patio: están formados por dos logias sobrepuestas, cerradas al techo por un tercer piso abierto por ventanas rectangulares tan largas como la columnata inferior. Todas estas soluciones, en parte influidas por las irregularidades del terreno, muestran un prevalecer de la excepción sobre la norma y ponen al Palacio Massimo entre las más interesantes realizaciones de la arquitectura manierista.
Análogo juicio se puede expresar sobre el célebre Palacio del Té en Mantua, edificado por Giulio Romano entre 1525 y 1534. El palacio es un edificio de planta cuadrada, con un patio cuadrado en el centro; la entrada principal se resolvió con una logia, donde se repiten arcos de medio punto y serlianas. El frente da a un jardín delimitado, al lado opuesto, por una gran exedra semicircular. Estos elementos parten del código clásico, pero el carácter rústico del edificio (el orden y almohadillado no están ya en dos pisos distintos, sino que se unen en un solo elemento en las fachadas laterales) acerca la obra a los cánones de la arquitectura manierista. Además, Giulio Romano aplicó las serlianas también en la profundidad del pórtico, transformando las aperturas bidimensionales en elementos espaciales.
Caracteres rústicos tienen también otros dos edificios mantuanos proyectados por el mismo Giulio Romano: su casa y el patio de la Caballeriza en el Palacio Ducal de Mantua.
En el primer caso el almohadillado se extiende hasta el techo del edificio, mientras que el orden arquitectónico deja el puesto a una serie de pilastras sobre las que se han colocado arcos de medio punto. Los dos pisos del edificio se han subdividido por una primera cornisa a modo de imposta que, interrumpe el curso horizontal de la línea en el punto correspondiente a la entrada, donde resigue la forma de un tímpano. El patio de la Caballeriza está organizado todavía en dos órdenes, pero las paredes rústicas se caracterizan, en su parte superior, por extravagantes semicolumnas salomónicas.

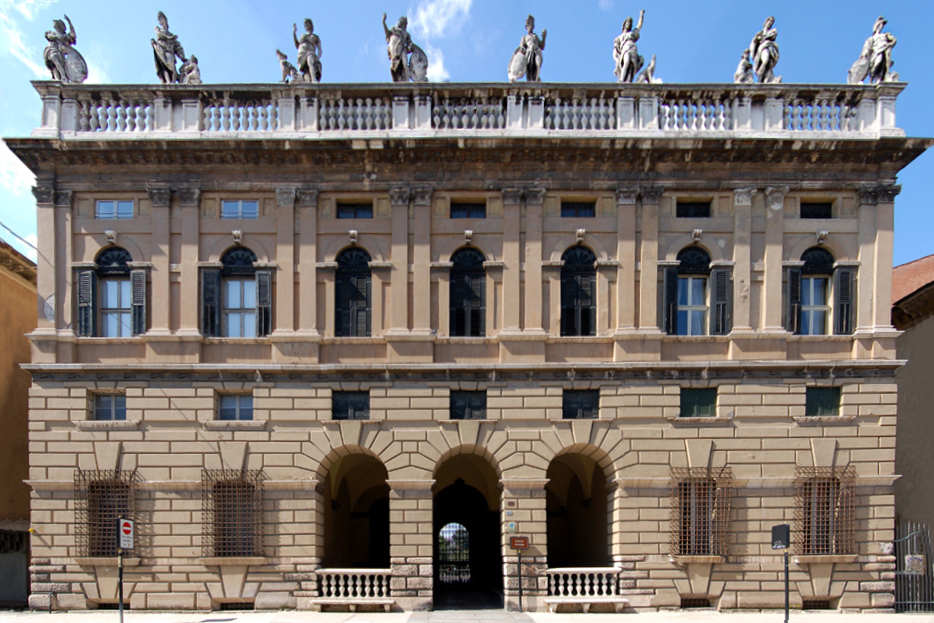
Palacio Canossa, Verona.

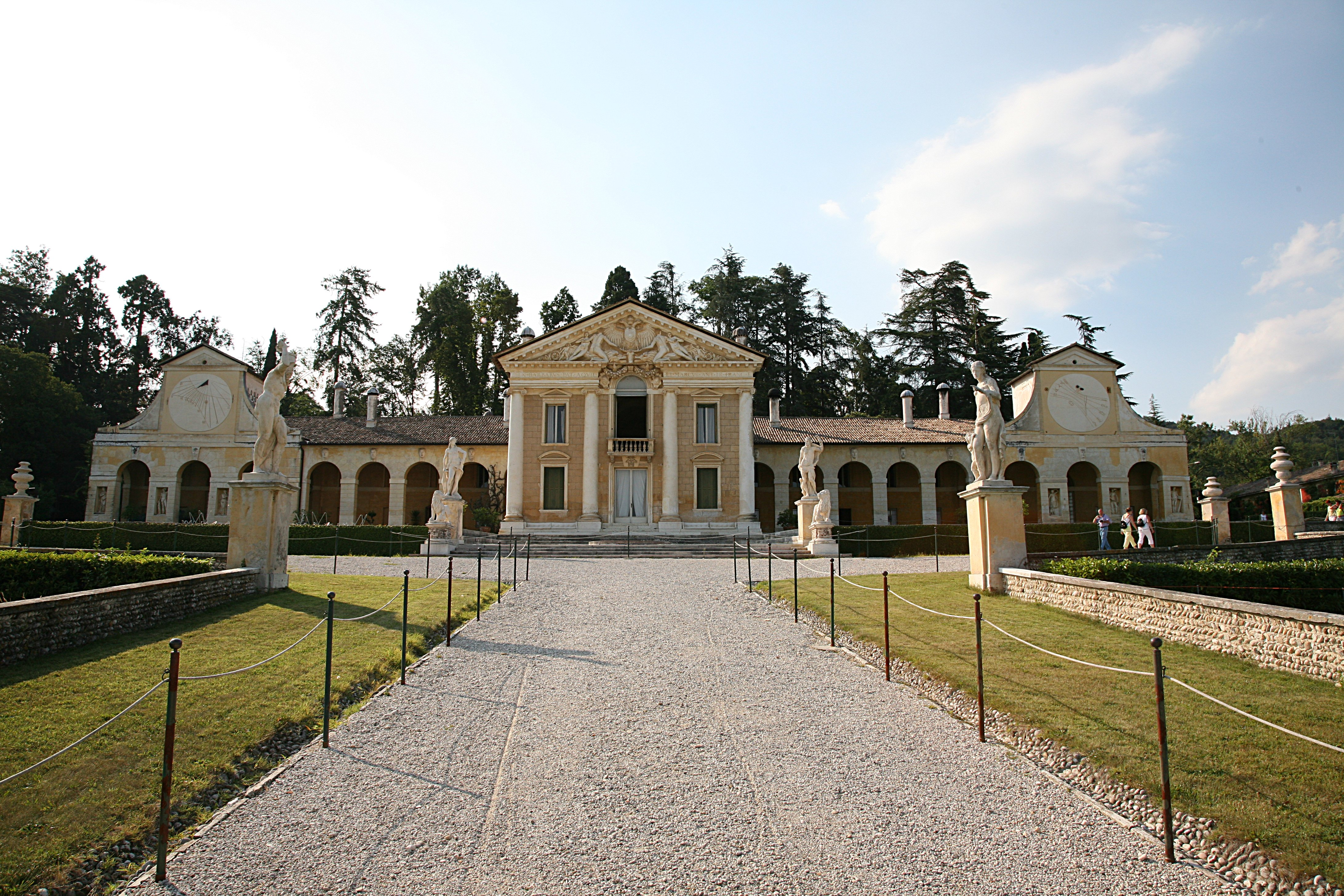
Villa Barbaro, Maser (Treviso).

La relación entre naturaleza (almohadillado) y artificio (columnas), que en algunas obras de Giulio Romano se disuelve hasta fundir los dos elementos en una única estructura parietal, encuentra ulteriores ejemplos en algunos palacios vénetos realizados por Michele Sanmicheli, Andrea Palladio y Jacopo Sansovino. Sanmicheli realizó el Palacio Pompei, construido en Verona en las primeras décadas del siglo XVI. El esquema de la fachada, en dos órdenes, imita la fachada de la Casa de Rafael, proyectada por Bramante (1508), hoy destruida), aunque con algunas importantes diferencias que buscan acentuar, en el registro inferior, los llenos sobre los vacíos; en cambio, en el segundo piso, en el lugar de las ventanas ideadas por Bramante en la Casa de Rafael, Sanmicheli introdujo una logia de gran fuerza expresiva. 
También de Sanmicheli es el Palacio Canossa, construido en Verona alrededor de 1530, donde los elementos rústicos y los de artificio alcanzan una mayor integración. Otra obra del arquitecto es el Palacio Bevilacqua, caracterizado por un paramento rústico en el primer piso y por grandes aperturas al arco en el registro superior, que se alternan con ventanas de dimensiones menores contenidas en el espacio del intercolumnio.
Al vicentino Andrea Palladio se debe la obra teórica Los cuatro libros de la arquitectura (1570), que influyó en la arquitectura civil hasta la época neoclásica. Su primera obra destacada es la llamada Basílica Palladiana (1546), en la que aparece su «motivo palladiano» de arco entre dinteles. Entre sus obras resulta oportuno recordar los palacios Thiene (alrededor de 1545), Barbaran da Porto y Valmarana (1565), en cuya relación entre naturaleza y artificio es posible captar el elemento manierista del estilo palladiano. 
Tal componente emerge con mayor vigor en las residencias suburbanas levantadas por el arquitecto vicentino y en particular en la Villa Serego en Santa Sofía de Pedemonte y en la Villa Barbaro en Maser. La primera fue construida alrededor de 1565 y presenta un patio cerrado (al menos en el proyecto original) y columnas rústicas, realizadas con bloques de piedra caliza labrados de forma irregular y superpuestos para crear pilas irregulares. Algo más reciente, la Villa Barbaro se sitúa a lo largo de un ligero declive de una colina. Si en la mayor parte de la villas palladianas la residencia propiamente tal está precedida por los ambientes dedicados al trabajo agrícola, aquí esta relación se invierte y la casa patronal precede los ambientes de trabajo; en la parte de atrás se abre una gran exedra, que recuerda el ninfeo de las villas romanas. A Palladio y su discípulo Vincenzo Scamozzi se debe el Teatro Olímpico de Vicenza, de gran influencia posterior, con elementos ilusionistas que anticipan el barroco. Scamozzi escribió también un tratado teórico, Idea dell'architettura Universale (1615). Destacan también las iglesias que realizó en Venecia, de plantas complejas y frontones incrustados unos en otro en las fachadas: Basílica de San Giorgio Maggiore, Iglesia del Redentor.

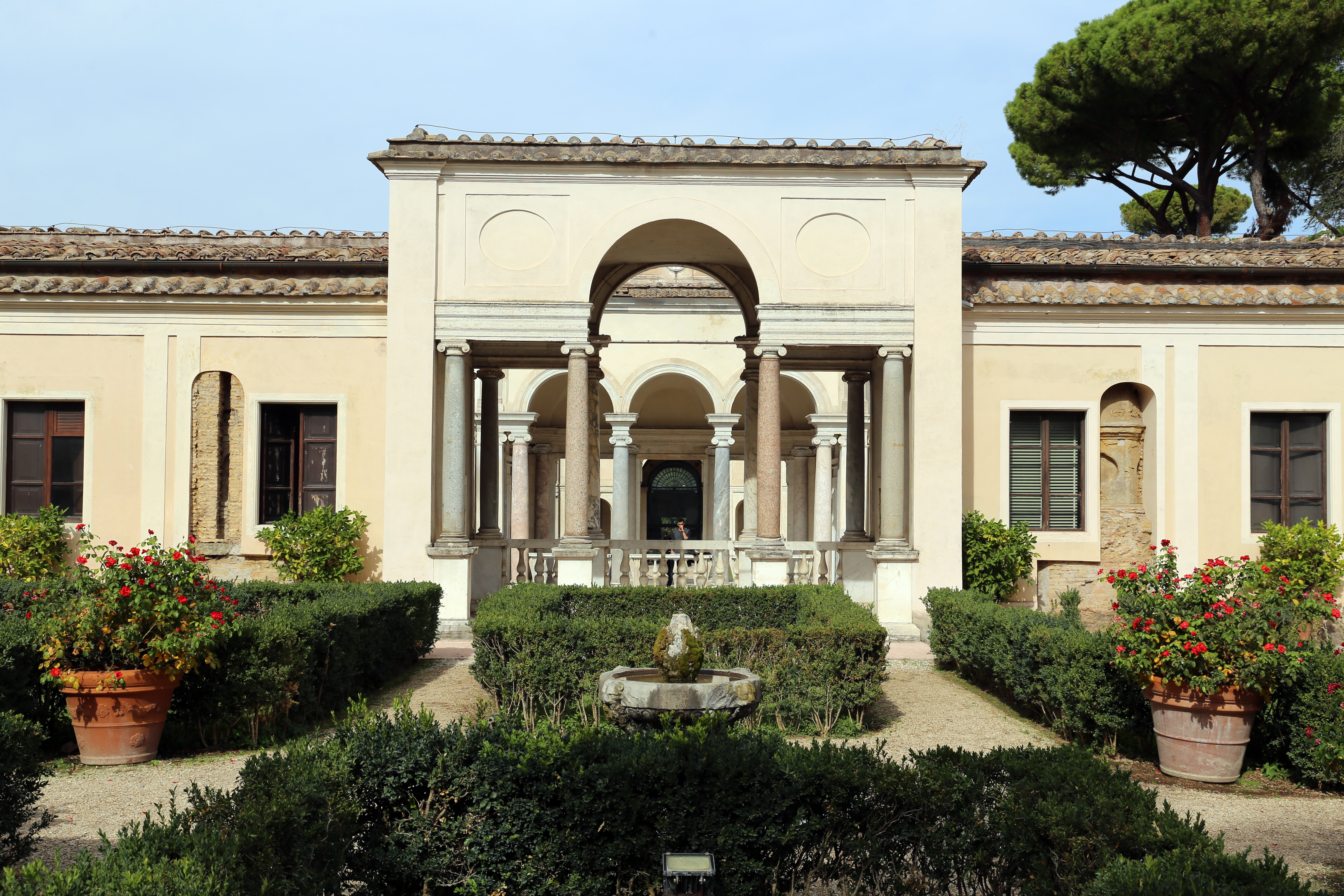
Una serliana en Villa Julia; este elemento arquitectónico atribuido a S. Serlio es típicamente manierista.

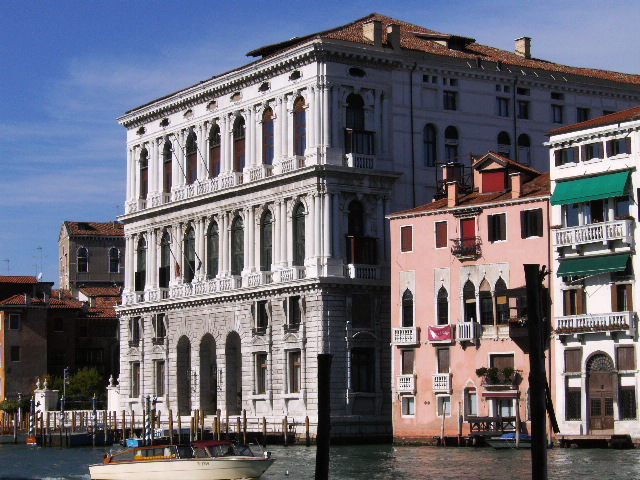
Palacio Corner, Venecia.

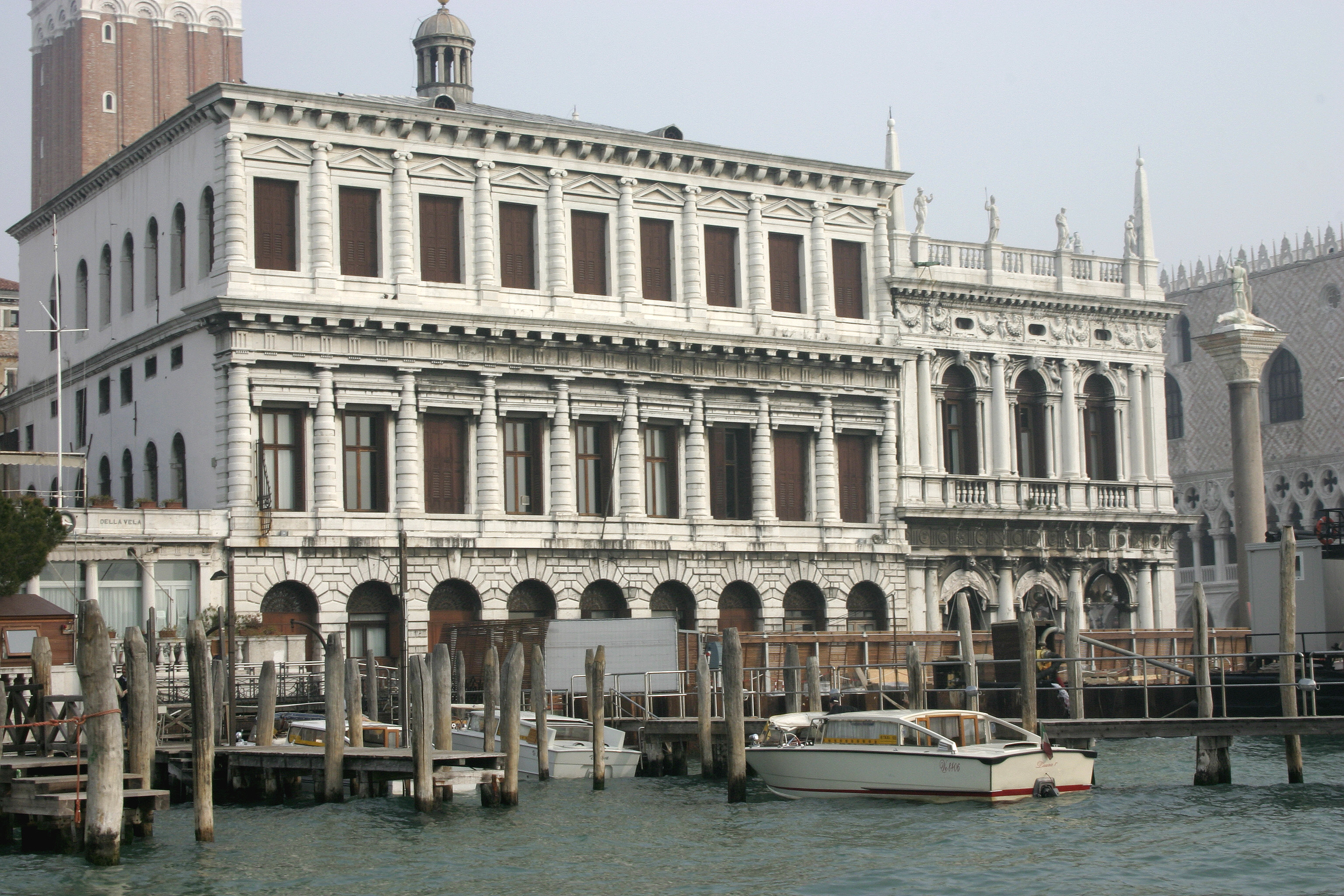
Zecca de Venecia.

La arquitectura civil ofrece todavía ejemplos importantes en algunos palacios venecianos. Sus características predominantes fueron teorizadas por Sebastián Serlio en sus Sette libri dell'architettura. En las ilustraciones de Serlio, como también en las realizaciones de Sansovino, la masa mural de las fachadas se ve aligerada con grandes aperturas, donde las órdenes arquitectónicas no son usadas solo como objetos decorativos, sino también como elementos portantes. Contribuyó grandemente a la difusión por toda Europa de los órdenes clásicos y de los elementos decorativos.
A esta tipología pertenecen edificios como el Palacio Corner (1532), proyectado por Sansovino que funde al mismo tiempo el esquema florentino-romano (evidente por la presencia del patio interno) con el veneciano (presencia de un salón central que corresponde con el atrio de acceso, desde el cual parten varios ambientes internos). Además, la articulación de la fachada, en la que prevalecen los vacíos sobre los llenos, anticipa el diseño de la Biblioteca Marciana (1537), construida todavía por Sansovino delimitando la plaza al lado de la Basílica de San Marcos. De hecho, la fachada de la Biblioteca está dispuesta en dos órdenes: el primero imita el modelo romano, con columnas que sostienen arquitrabes y aperturas de medio punto; el segundo, en el que es más evidente el gusto manierista, en cambio está constituido por serlianas con cornisas y por columnas que sostienen un friso ricamente adornado.
También de Sansovino es el Palacio del Zecca (alrededor de 1537), construido al lado de la mencionada biblioteca. El esquema de la fachada es innovador: el pórtico de entrada sostiene una arcada formada por columnas no anilladas, dominadas por un arquitrabe doble; el último piso, añadido sucesivamente tras un proyecto probablemente elaborado por el mismo arquitecto, retoma todavía el tema de las columnas fajadas, con intervalos de grandes ventanas con tímpanos triangulares. 
Sin embargo, las obras de artistas como Sansovino y Palladio difícilmente podrían definirse manieristas del mismo modo que las realizadas por Giulio Romano o Miguel Ángel, los dos principales exponentes de este estilo.
Se considera que es Miguel Ángel quien introdujo estas formas, al reinterpretar el clasicismo renacentista en clave personal y dramática. En el análisis de su arquitectura resultan particularmente significativas algunas obras florentinas, como la Sagrestia Nuova (concluida en 1534) y la Biblioteca Laurenciana (proyectada en 1523). Respecto a los ejemplos precedentes, donde generalmente la atención del proyectista se concentra en la planta y la superficie de fachada, la Sagrestia Nuova de Florencia se presenta como un recipiente ideado para hospedar esculturas. Se encuentra junto a la basílica de San Lorenzo y se especula respecto a la Sagrestia Vecchia proyectada por Brunelleschi, de la que imita la planta. Miguel Ángel elaboró libremente las formas adoptadas en la Sagrestia Vecchia, privándolas de la armonía brunelleschiana. Por ejemplo, sobre los portales de acceso, realizó pilastras rectilíneas sostenidas por grandes ménsulas, con nichos poco profundos dominados por tímpanos excavados en la parte inferior.

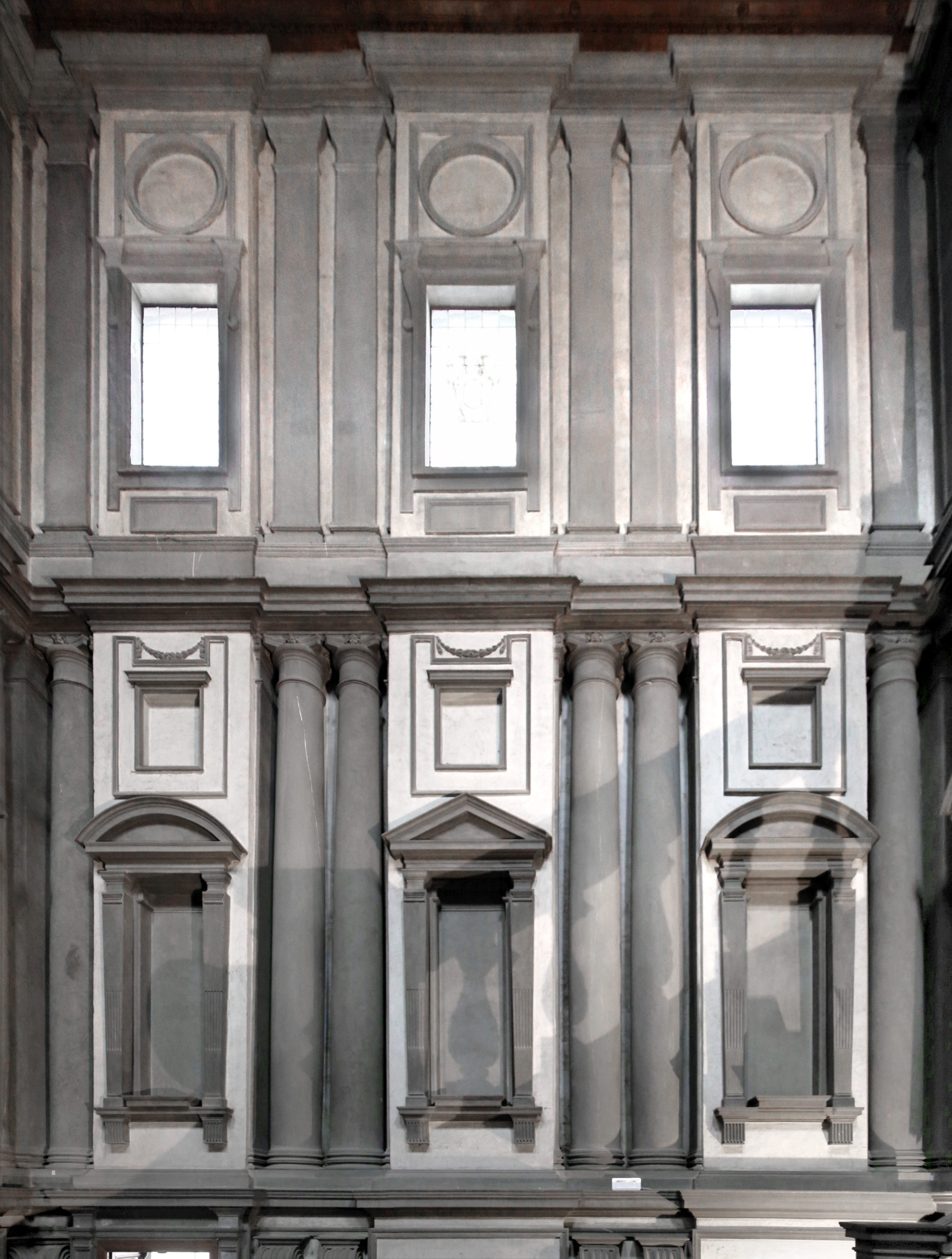
Biblioteca Medicea Laurenciana.

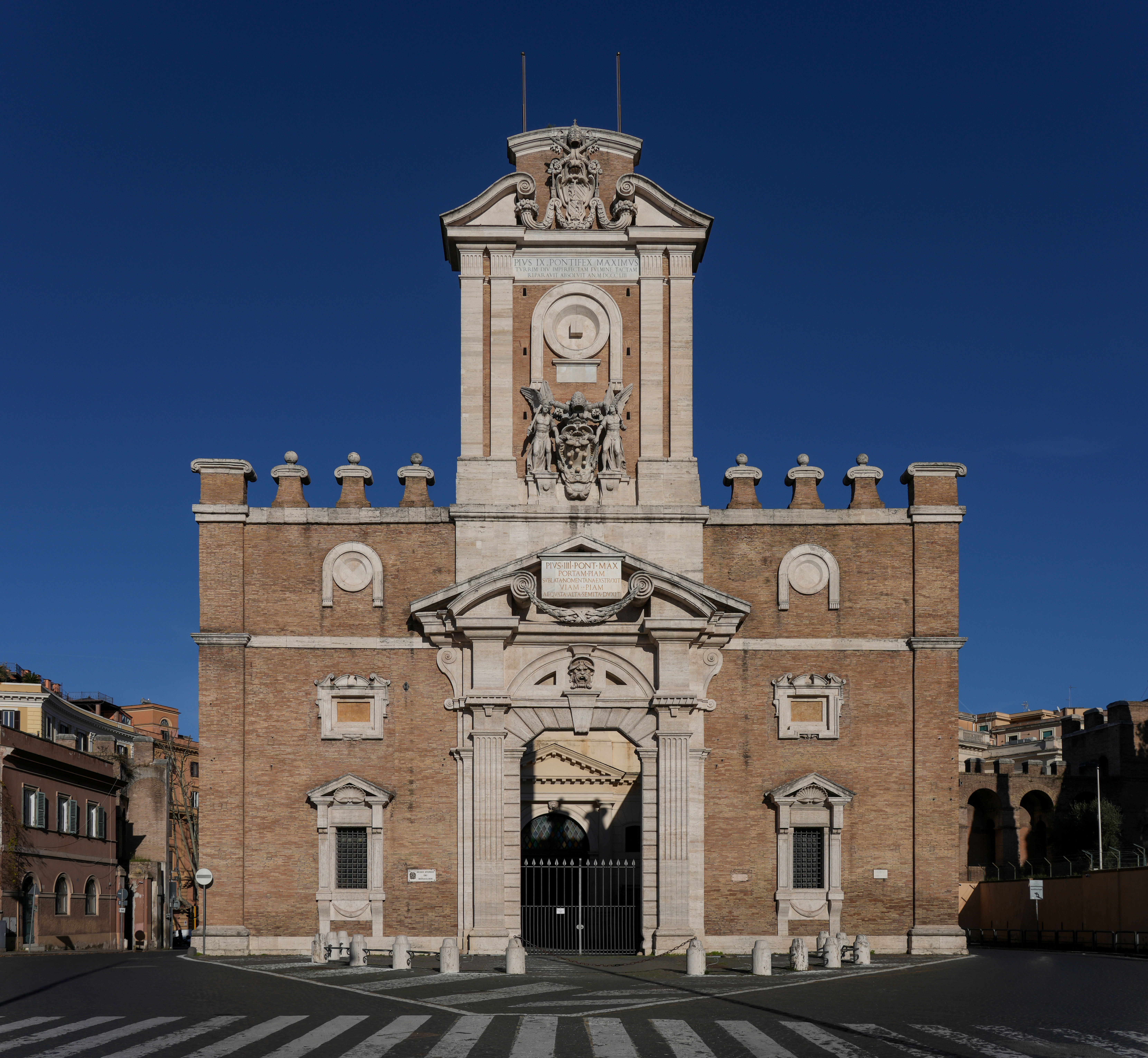
Puerta Pía, Roma.

En la biblioteca Laurenciana, construida a lo largo del claustro de la misma basílica, debía considerar las condiciones preexistentes. El proyecto fue resuelto con la realización de dos ambientes adyacentes: el atrio, de superficie reducida y caracterizado por un techo alto, y la sala de lectura, puesta en un piso más elevado. Las paredes del atrio están configuradas como fachadas de palacio dirigidas hacia el interior, con nichos ciegos y columnas adosadas (con el fin de reforzar la pared); en cambio, la sala de lectura, alcanzable por medio de una escalera que se expande hacia abajo (realizada por Bartolomeo Ammannati), es un ambiente más luminoso, de dimensiones verticales más contenidas, pero mucho más largo, de tal manera que contraviene el efecto espacial.
Tras volver a Roma, Miguel Ángel se ocupó de la reconstrucción de la Basílica de San Pedro y de la ordenación de la Plaza del Campidoglio (1546). Para la basílica rechazó el diseño de Antonio da Sangallo el Joven y volvió a la original planta centralizada, anulando con ello el equilibrio perfecto estudiado por Bramante: por medio de una fachada porticada dio una dirección principal a todo el edificio y luego, tras haber demolido partes ya realizadas por sus predecesores, reforzó todavía las pilastras que sostenían la cúpula, alejándolas de las delicadas proporciones bramantescas. En cambio, en la plaza del Campidoglio, debió tener en cuenta los edificios preexistentes; por tanto, concibió un espacio de forma trapezoidal, delimitado, hacia el Foro, por el Palacio Senatorio y, a lo largo de los lados inclinados, por el Palacio Nuevo y por el Palacio de los Conservadores.
Una de sus últimas obras fue la Puerta Pía (1562), a la que dedicó muchos bocetos en los cuales se revelan formas complejas y particulares que inspiraron a varios arquitectos manieristas.

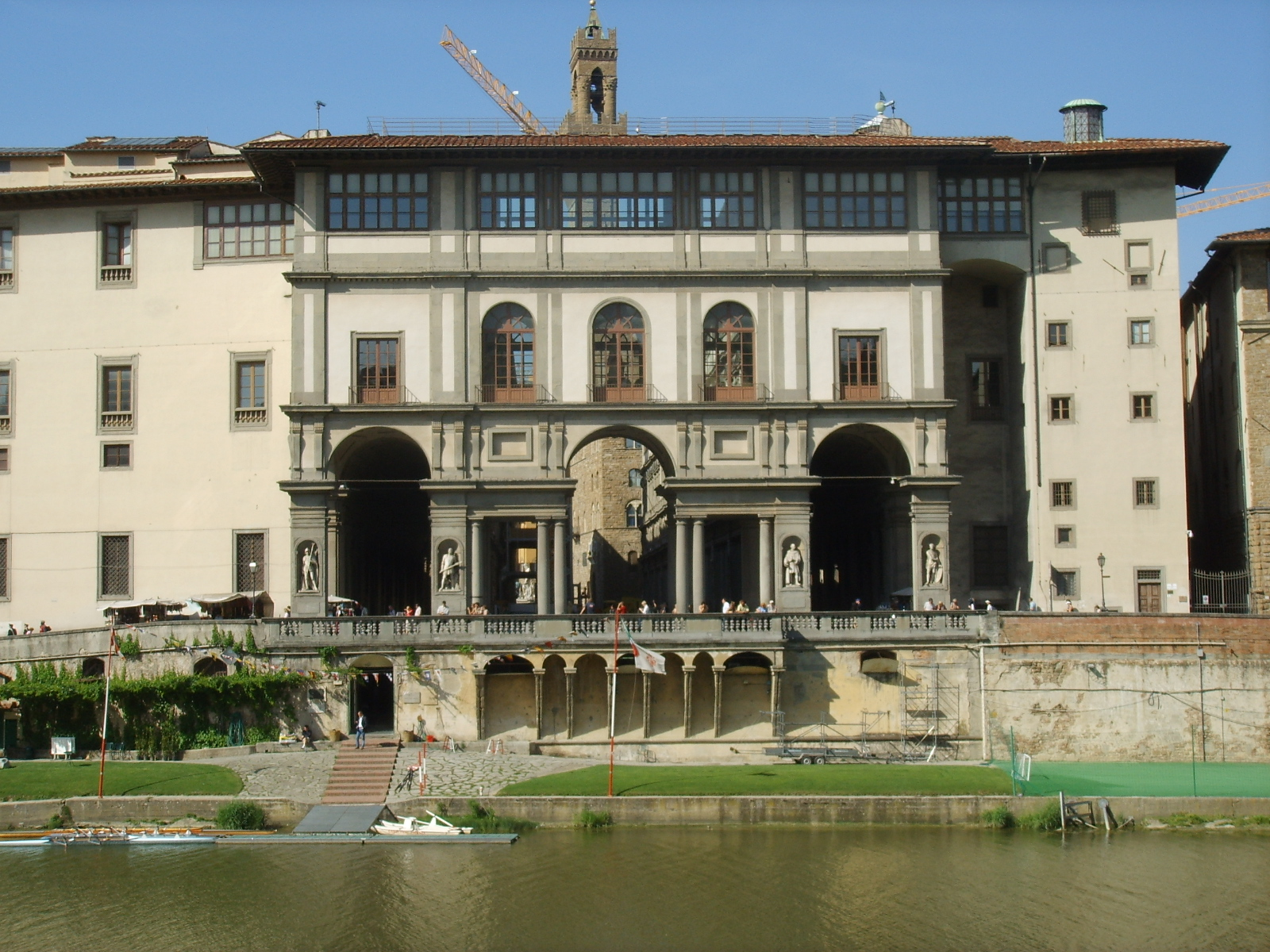
Galería Uffizi, Florencia.

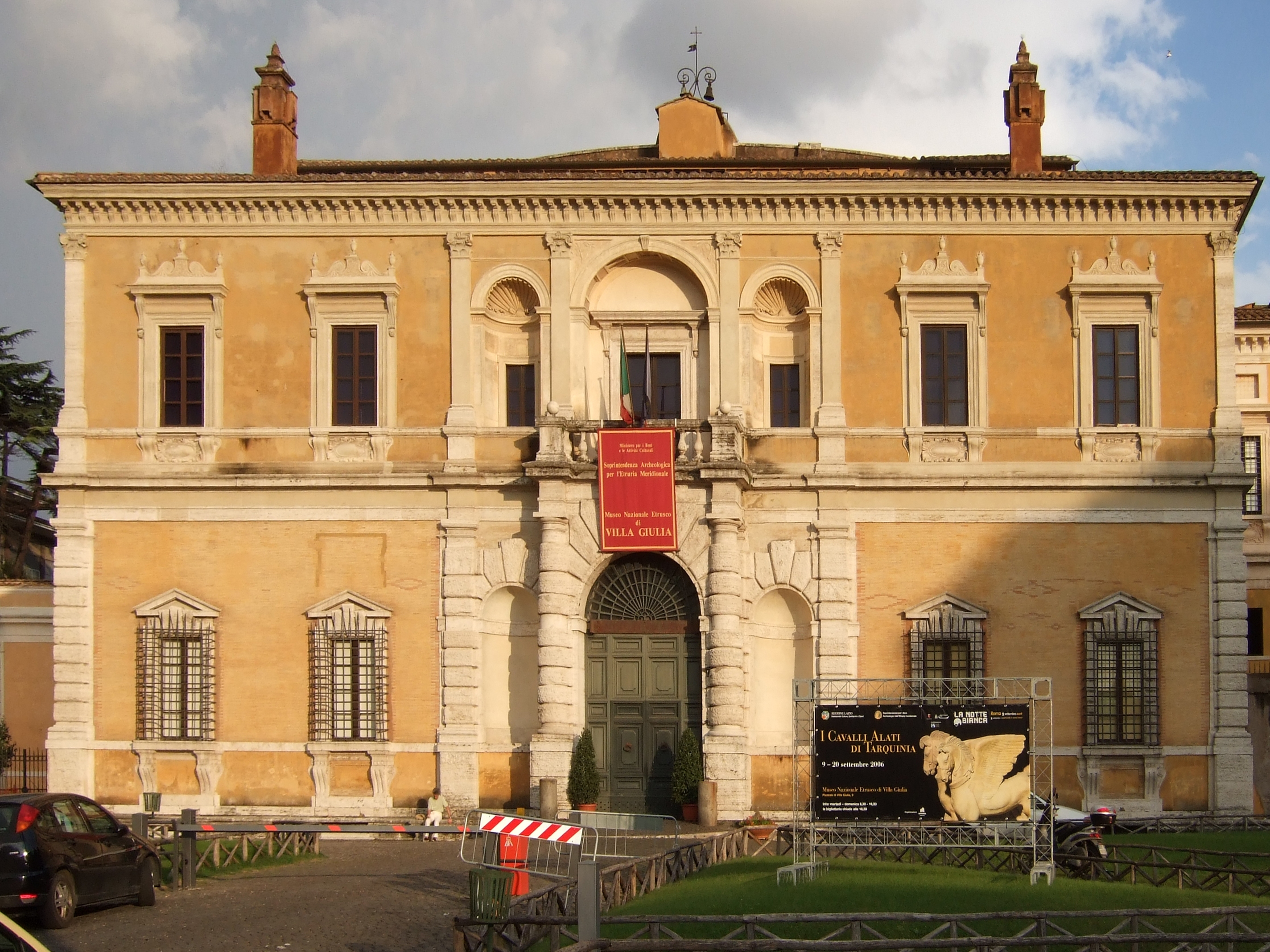
Villa Julia, Roma.

Otros artistas toscanos del siglo XVI produjeron obras de tipo manierista, confiándose sobre todo a la definición de las obras de detalle; es un ejemplo de ello la escalera externa de la Villa de Artimino, de Bernardo Buontalenti.
Un caso particular es el Palacio Uffizi de Giorgio Vasari (1560), de quien, además de la búsqueda de detalles y particulares se señala también el alto valor urbanístico: de hecho, el complejo se inserta entre el Palacio Viejo y el Arno hasta formar un corredor cerrado, hacia el río, mediante una serliana. Los alzados están basados en la repetición del módulo del intercolumnio; no obstante esto, es evidente cómo el Uffizi no ha sido concebido solo como planos de fachadas, sino también en términos espaciales. 
Una fusión entre temas clasicistas y manieristas se advierte en la arquitectura de Jacopo Vignola, quien puede ser considerado discípulo de Miguel Ángel. Escribió una influyente obra teórica, Regole delli cinque ordine d'architettura (1562), que contiene mediciones de monumentos romanos. En 1550, Vignola realizó una pequeña iglesia romana en la Vía Flaminia, con una planta elíptica contenida dentro de un rectángulo. En 1551, también en Roma, construyó Villa Julia, donde trabajaron también Miguel Ángel, Vasari y Bartolomeo Ammannati. 
A continuación, en 1558, Vignola retomó un fortín iniciado por Antonio da Sangallo el Joven algunos decenios antes, transformándolo en una de las más felices expresiones de la corriente manierista: el gran palacio de los Farnesio en Caprarola. El exterior tiene planta pentagonal y subraya el perímetro de la fortaleza original; en cambio, en el interior se abre un patio circular, formado por dos logias sobrepuestas. A lo largo del lado principal de la villa se han colocado dos ambientes de planta circular, destinados respectivamente a hospedar una escalera de caracol y una capilla, mientras que en el exterior el complejo está precedido por una plaza de forma trapezoidal. La ambigüedad el edificio juega principalmente en el binomio fortaleza-residencia; además, mientas las superficies externas se ven planas, porque están privadas de cornisas relevantes, el patio interno sorprende por su forma y su profunda articulación espacial.
La obra más célebre de Vignola es, no obstante, la iglesia de los Jesuitas de Roma (il Gesù), comenzada en 1568 y destinada a «ejercitar una influencia quizás más amplia que cualquier otra iglesia construida en los últimos cuatrocientos años». El arquitecto fusionó los esquemas centralizados de la arquitectura del Renacimiento con los longitudinales de la época medieval. Se trata de un esquema no completamente nuevo en la cultura del tiempo. Vignola, en la concepción del espacio interno se inspiró en la Basílica de San Andrés, de Leon Battista Alberti, pero sin conferir a las capillas laterales la autonomía renacentista de la iglesia albertiana; la nave asumió mayor importancia, mientras que las capillas quedaron reducidas a meras aperturas laterales. La suntuosa decoración de la iglesia se remonta a la época barroca. Más tardía y pura es la fachada (1577), proyectada por Giacomo della Porta y que establece un motivo imitado con posterioridad infinidad de veces: un cuerpo bajo y ancho, un segundo cuerpo más estrecho y un frontón rematándolo. La iglesia del Gesù pertenece, en cambio, a la época manierista, es decir, «le falta el equilibrio propio de todo el Alto Renacimiento y de la explosiva energía del Barroco».
Bartolomeo Ammannati es otro representante del manierismo florentino. Fue autor de la ampliación del Palacio Pitti en Florencia; particularidad del edificio es el contraste entre el exterior, de formas regulares, y el interior, abierto al jardín, de forma semicircular. Se le debe también el jardín de Bóboli, con sus grutas y juegos de agua.

### Francia

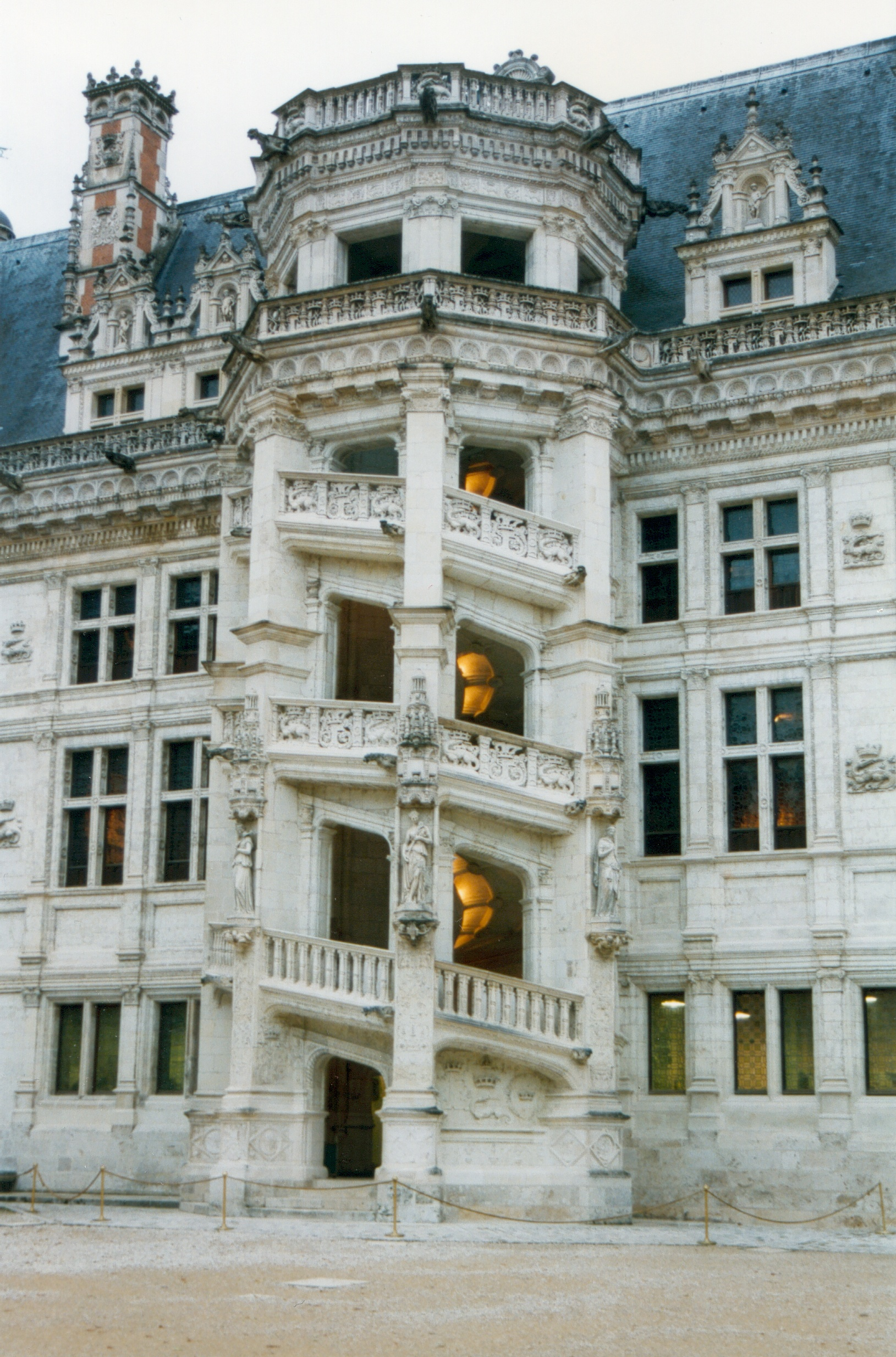
Castillo de Blois.

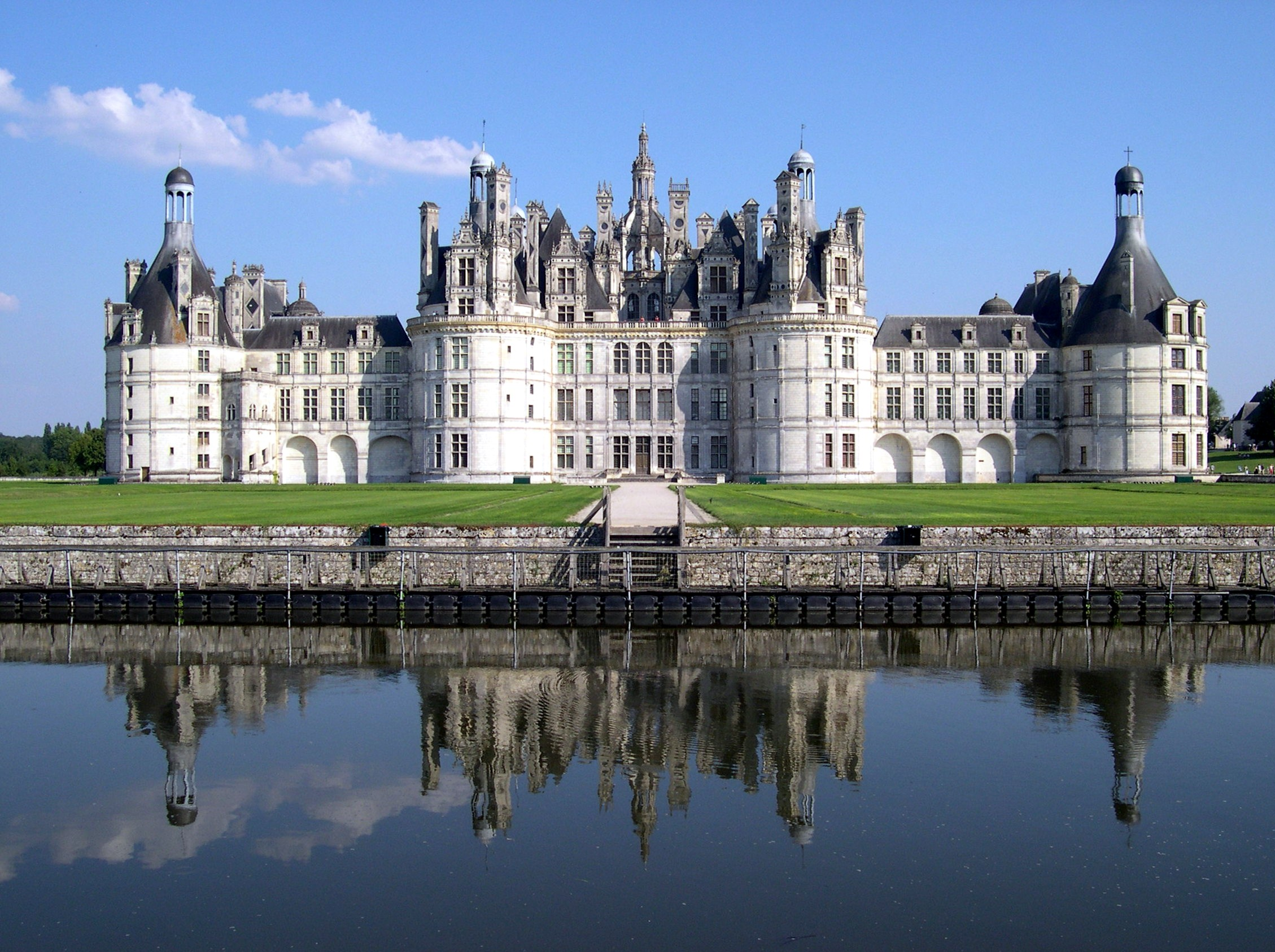
Castillo de Chambord.

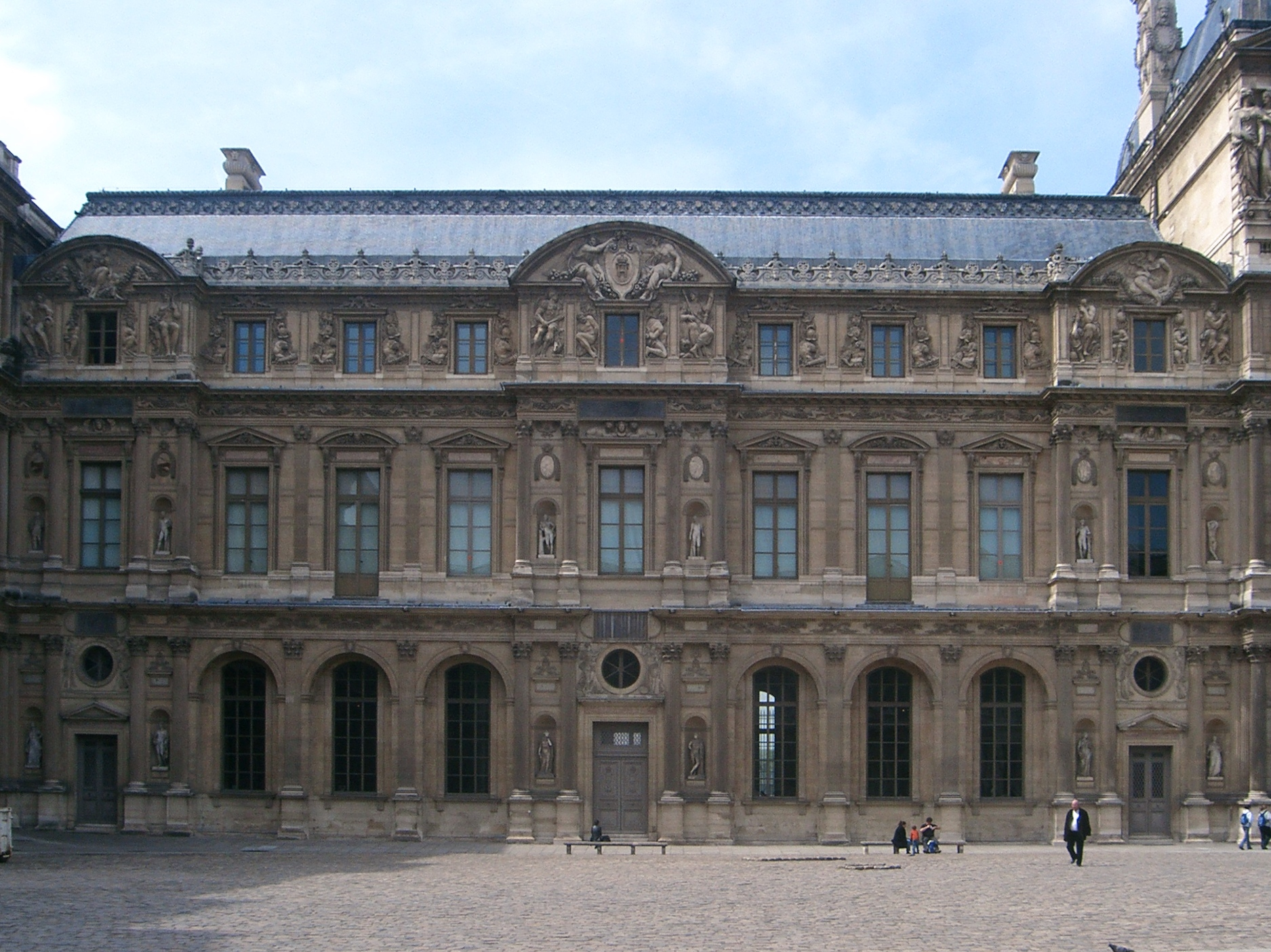
Cour Carrée, Palacio del Louvre.

El manierismo italiano influyó profundamente la arquitectura de los castillos franceses, pero, inicialmente, se limitó al solo aspecto decorativo. Por ejemplo, entre 1515 y 1524, Francisco I inició la renovación y ampliación del Castillo de Blois, donde se realizaron ventanas de cruz (típicas del siglo XV en Italia) y mansardas de estilo manierista. La exuberante cobertura del castillo recuerda todavía los modelos medievales y la tradición francesa, así como la estructura de la escalera externa, que sin embargo, fue decorada según el gusto renacentista. 
Bajo el mismo reinado de Francisco I, a partir de 1528, se iniciaron los trabajos de ampliación del Palacio de Fontainebleau, que llevaron a la edificación de la Porte Dorée, de los cuerpos de fábrica en torno al Cour du Cheval Blanc y a la galería de unión entre un torreón preexistente y las construcciones del Cour du Cheval Blanc. La configuración de la Porte Dorée, con las tres logias superpuestas, recuerda el Palacio Ducal de Urbino, pero más renacentista resulta el frente de la Galería de Francisco I. Aquí, un pórtico con pilastras rústicas, formado por el alternarse de arcadas mayores y menores, sostiene los registros superiores, donde se abren ventanas regulares, colocadas en eje con las arcadas mayores, y más arriba, numerosas ventanas dominadas por tímpanos arcuados. Sin embargo, las cubiertas fuertemente inclinadas siguen la tradición francesa. Es en este castillo-palacio de Fontainebleau donde se introdujo con más claridad la fantasía manierista.
Del mismo modo, el Castillo de Chambord presenta un neto contraste entre cuerpos de fábrica y cubiertas. Fue realizado entre 1519 y 1547 por Domenico da Cortona, un arquitecto italiano que se formó bajo la guía de Da Sangallo. El complejo, completamente circundado por fosas, es de forma rectangular, con cuatro torreones circulares en los ángulos, un largo corte central y, a lo largo del lado mayor, una torre del homenaje de forma cuadrada, todavía delimitado por cuatro torres con planta circular. Esta torre constituye el corazón de todo el castillo y tiene una escalera circular de doble espiral, inspirada en una idea de Leonardo da Vinci, de manera que quien baja no se topa con quien sube.
Otro italiano, el ya mencionado Sebastiano Serlio, trabajó en el Castillo de Ancy-le-Franc, donde introdujo, en torno a un patio de planta cuadrada, cuerpos de fábrica cerrados –sobre todos los ángulos– por torres de planta cuadrada. Este modelo, inspirado en un palacio napolitano de Giuliano da Maiano (la Villa de Poggioreale, hoy desaparecida), tuvo notable suerte en las residencias suburbanas; se trata de un esquema no ideado por Serlio, pero que el arquitecto contribuyó a afirmarlo, también gracias a la amplia divulgación de su tratado. Los frentes externos a lo largo del patio retoman el tema de los nichos y de las pilastras binadas ya adoptados por Bramante en el Patio del Belvedere de la Ciudad del Vaticano.
A este esquema se puede reconducir el Patio Cuadrado (Cour Carrée) del Palacio del Louvre, que Francisco I prefirió al preexistente castillo medieval. Los trabajos, confiados a Pierre Lescot, fueron iniciados en 1546; el proyecto inicial preveía la realización de un edificio con dos pisos, al cual se le añadió un ático en el curso de la construcción. El piso inferior está dispuesto con un doble sistema de arcos y arquitrabes; el superior está articulado por medio de columnas y ventanas con tímpanos triangulares y arcuados alternados. Aquí Pierre Lescot reinterpreta en clave francesa el manierismo italiano, dándole más serenidad y ritmo. El ático se ha enriquecido con decoraciones de Jean Goujon que confieren a la Cour Carrée un aspecto decididamente manierista.
Filiberto de l'Orme, finalmente, representa el fundamento del futuso clasicismo francés, con obras como el Castillo de Anet o el Palacio de las Tullerías. Se le atribuye la creación del llamado orden francés, que partiendo del orden jónico, le da unos fustes anillados con bandas muy decoradas.

### España

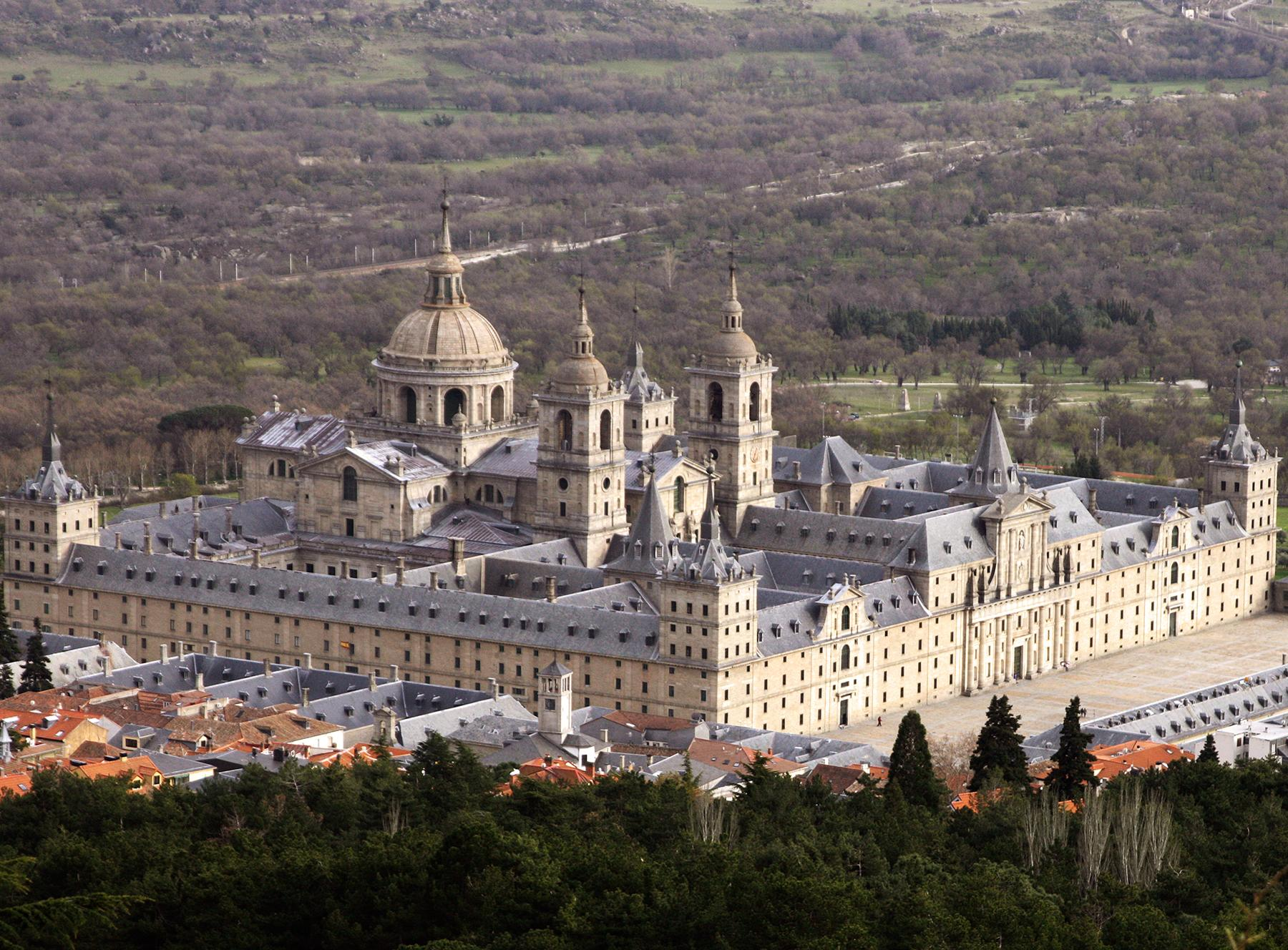
Monasterio de El Escorial, Madrid.

España tiene ejemplos de manierismo en el Palacio de Carlos I de la Alhambra (1526). Proyectado por Pedro Machuca fue desarrollado por su hijo Luis hasta 1568, a pesar de que inicialmente fueran llamados a colaborar otros arquitectos como Andrea Palladio, Galeazzo Alessi, Pellegrino Tibaldi y Vignola. 
La planta es un cuadrado de alrededor de sesenta metros por lado, con un ángulo redondeado; en el centro se inserta un vasto patio circular, definido por columnatas en dos órdenes, que anticipa la solución de Vignola para el Palacio Farnesio de Caprarola y, al mismo tiempo, imita el de la corte, jamás terminada, de la Villa Madama de Sanzio. También el exterior, con pilastras colocadas en el almohadillado rústico, recuerda el estilo italiano, en particular la Casa de Rafael proyectada por Bramante.
Más imponente es el Monasterio de El Escorial, encargo de Felipe II y construido entre 1563 y 1584 por Juan Bautista de Toledo y por Juan de Herrera. La planta se puede relacionar con la realizada por Filarete para el Hospital mayor de Milán (hoy sede de la Universidad de los Estudios de Milán): es un rectángulo de alrededor de doscientos por ciento sesenta metros, con algunos patios grandes y una iglesia, inspirada en la Basílica de San Pedro de Bramante. Esta iglesia se construyó al fondo en la parte central. En el exterior, donde se levantan cuatro torreones angulares, la arquitectura del monasterio es más bien desnuda, mientras que el interior presenta una volumetría muy articulada, con la cúpula, el cuerpo de la iglesia, las torres en la fachada y el cruce de las cubiertas a doble vertiente. 
Asimismo, a la influencia de Filarete se puede deber también el Hospital Real de Santiago de Compostela (1501), que con su planta cruciforme se inspira precisamente en el Hospital Mayor y al claustro bramantesco de la basílica de San Ambrosio.

### Inglaterra

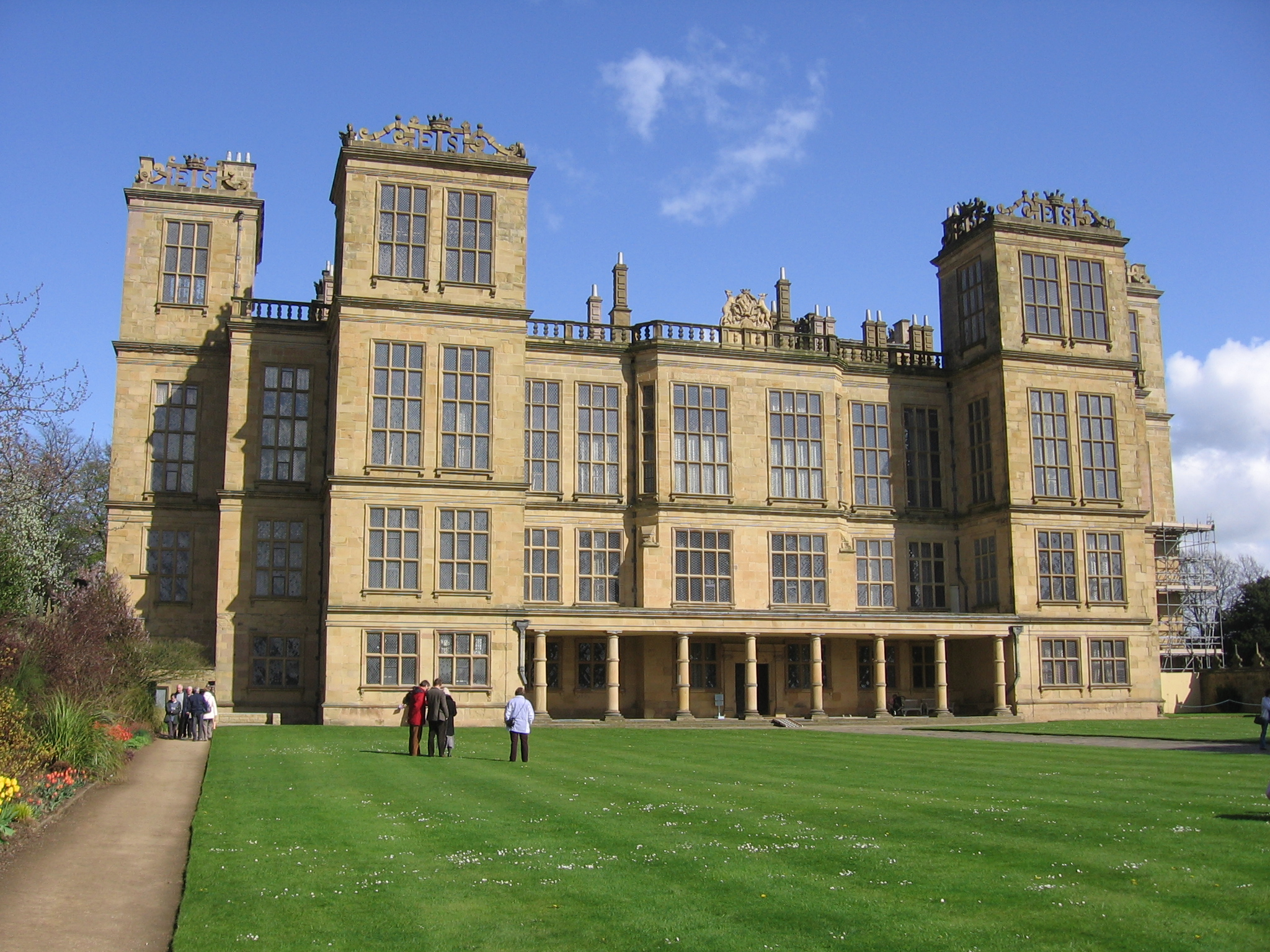
Hardwick Hall, Derbyshire.

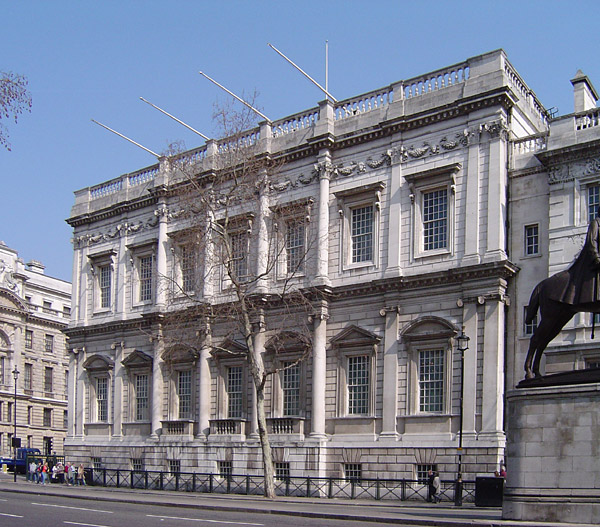
Banqueting House, Londres.

Hacia fines del siglo XVI en Inglaterra se levantaron diversas casas de campo, en un estilo que buscaba más el orden que las «licencias». Entre estas cabe mencionar la Longleat House, Wollaton Hall y la Hardwick Hall.
La primera fue construida entre 1572 y 1580 en Wiltshire; se caracteriza por grandes aperturas rectangulares y por tribunas cerradas, mientras que el elemento más renacentista está en el portal de acceso.
Siempre en 1580 iniciaron los trabajos de Wollaton Hall en Nottinghamshire. La planta retoma el esquema del cuadrado con torres angulares; en la parte central de la construcción emerge un torreón con otras cuatro torres circulares en los lados.
Lo mismo que en Longleat House, aún hay grandes ventanales que marcan las fachadas de Hardwick Hall, en Derbyshire (1590-1596). La planta es prácticamente un rectángulo con torres angulares y tribunas; el techo, así como en las precedentes residencias, está delimitado por un parapeto. 
La influencia italiana, y en particular palladiana, es más evidente en las obras de Íñigo Jones, donde los elementos que se toman del manierismo asumen un rol secundario respecto a la búsqueda de una arquitectura «sólida, dimensionable según las reglas, viril, privada de afectaciones».
Su primera obra importante fue la Queen's House de Greenwich. La planta tiene forma de «H», quizás inspirada por la Villa de Ambra, con amplias ventanas regulares y una logia colocada en el centro de uno de los lados largos, al cual se contrapone, en el frente opuesto, una habitación cúbica de cuarenta pies.
Estrechamente unida a la Queen's House es la Banqueting House, iniciada por Jones en 1622. Pensada según el módulo de un doble cubo, inicialmente estaba dotada por un ábside, luego demolido. La fachada exterior, cerrada por un friso ricamente decorado, está constituida por dos órdenes superpuestos en almohadillado liso, con columnas y lesenas que encuadran las aperturas rectangulares, según un estilo que imita los modelos palladianos.
El principio de pensar edificios según espacios regulares, en los que emerge una relación estrecha entre configuración interna y externa se encuentra también en otros edificios de Íñigo Jones, por ejemplo, en los módulos del doble cubo de la Queen's Chapel (1623), mientras que la planta de la iglesia de Covent Garden (1631) todavía estaba planteada sobre un doble cuadrado.

### Otros países

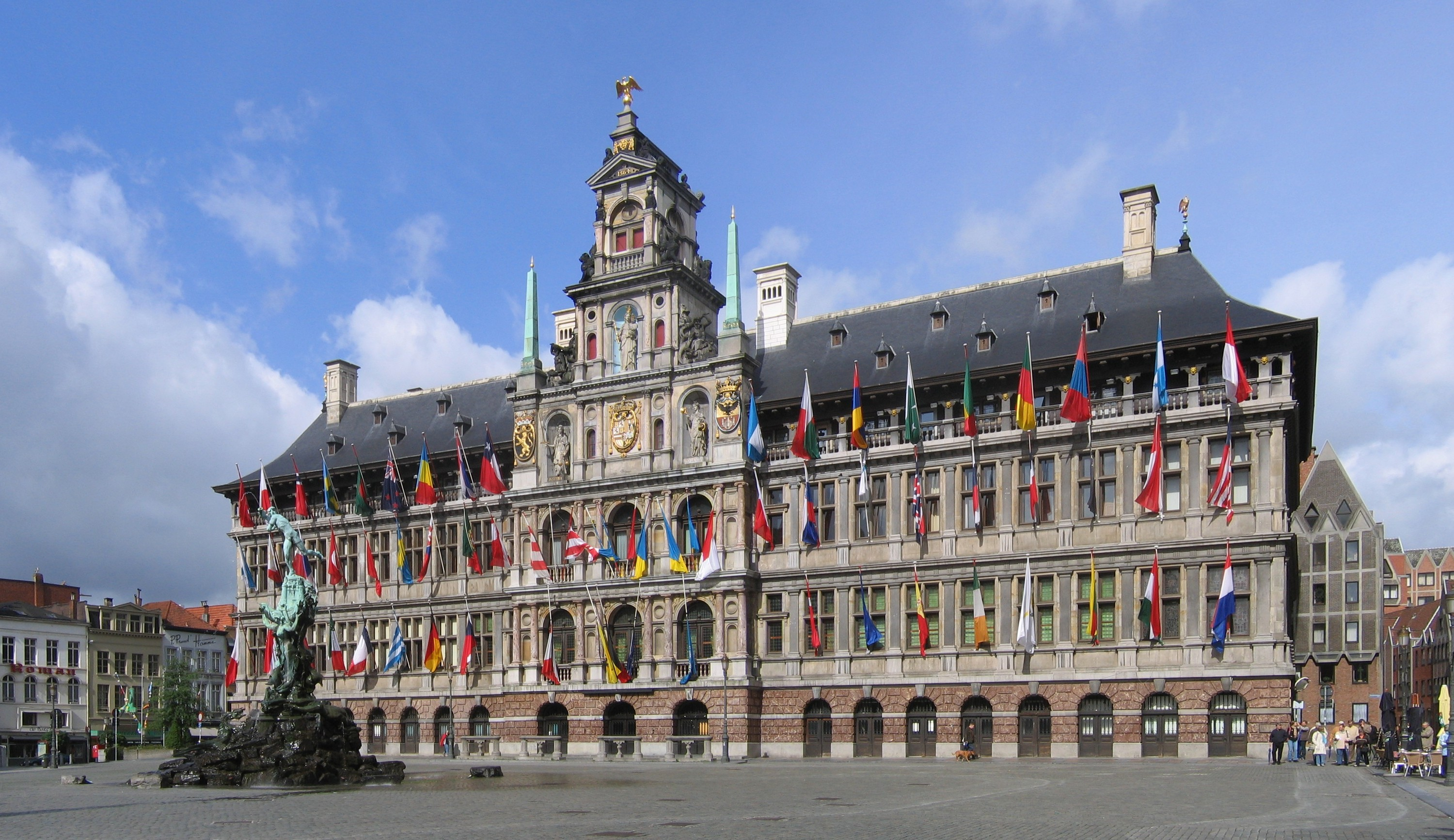
Ayuntamiento de Amberes.

En Bélgica una de las obras más significativas es el Ayuntamiento de Amberes, que Cornelis Floris de Vriendt edificó entre el 1561 y 1566. El palacio se encuentra en los bordes de una gran plaza donde se encuentran obras tardo góticas con detalles renacentistas y barrocos; a pesar de la presencia de un arimez central de uso nórdico, el edificio deriva de Bramante y Serlio. La fachada horadada por grandes aperturas, está planeada sobre cuatro órdenes delimitados por cornisas que indican los pisos; el arimez, con el arco de medio punto, está adornado mediante columnas binadas y nichos.
Este modelo fue importado en diversas regiones europeas, comenzando por los Países Bajos y Alemania. Por ejemplo, entre 1615 y 1620, Elias Holl realizó el Rathaus de Augsburgo, con un arimez central cerrado por un tímpano moldurado; a los lados del piso de la parte superior se alzan dos torres con planta cuadrada, sobre las cuales se pusieron dos volúmenes poligonales con cúpulas acebolladas.
El manierismo solo llega a Alemania a finales de siglo. Son arquitectos italianos, o formados en Italia, quienes realizan obras de este estilo, especialmente en Baviera. La de San Miguel en Múnich, erigida en 1585 a partir del modelo del Gesù en Roma, o las Salas del «Antiquarium» de la Residencia son ejemplos de esta tendencia. La iglesia de San Miguel se caracteriza por su fachada manierista, mientras que el interior sorprende por la gran bóveda de cañón que cubre la nave central; como en la basílica romana, también las capillas laterales se muestran directamente a lo largo de la nave mediante una serie de arcos, pero los ambientes que resultan de este recurso, respecto al modelo de Vignola, muestran una mayor integración con la nave central.
Las influencias manieristas llegan a Portugal a mediados del siglo XVI. Nuestra Señora de Gracia, en Évora presenta ya formas más severas. Cabe citar a Diego Torralva, influido por Serlio y Palladio en su Claustro de San Felipe de Tomar. Influencia de Vignola se aprecia en la iglesia de San Vicente de Fora, de finales de siglo, obra de Felipe Terzi.